# Przyszowa

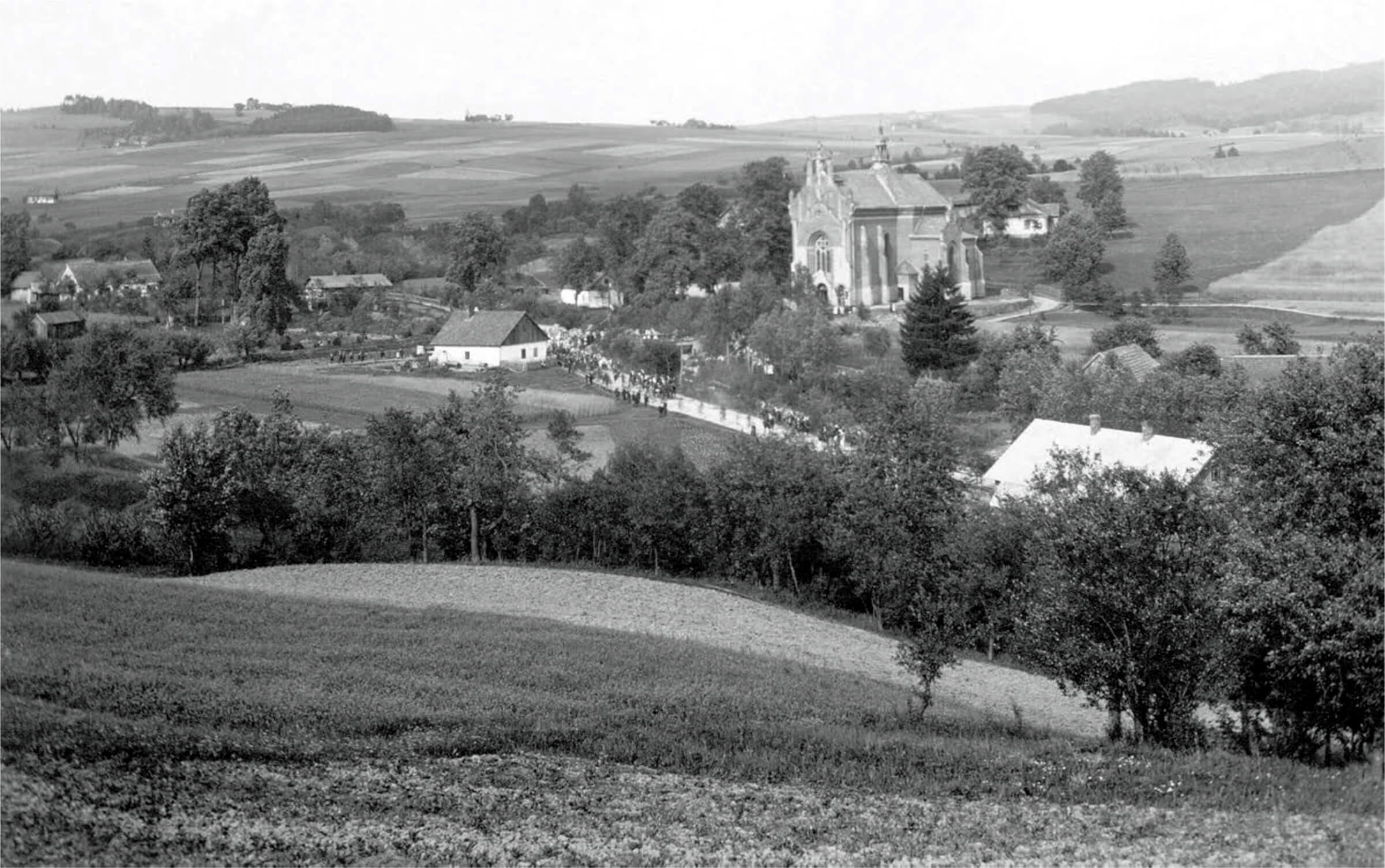
Przyszowa, 1930

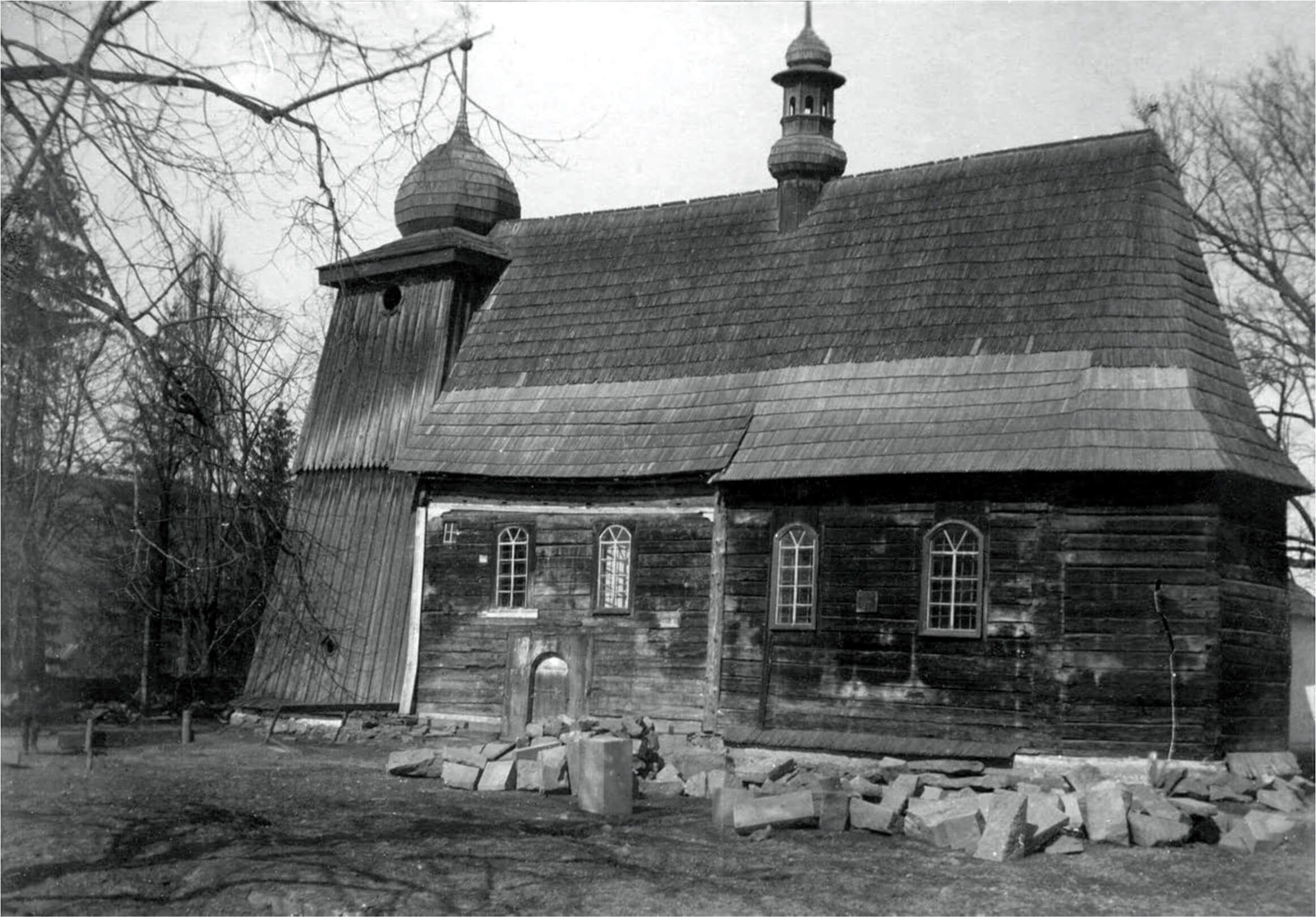
Dawny Kościół św. Mikołaja w Przyszowej (1612–1907)

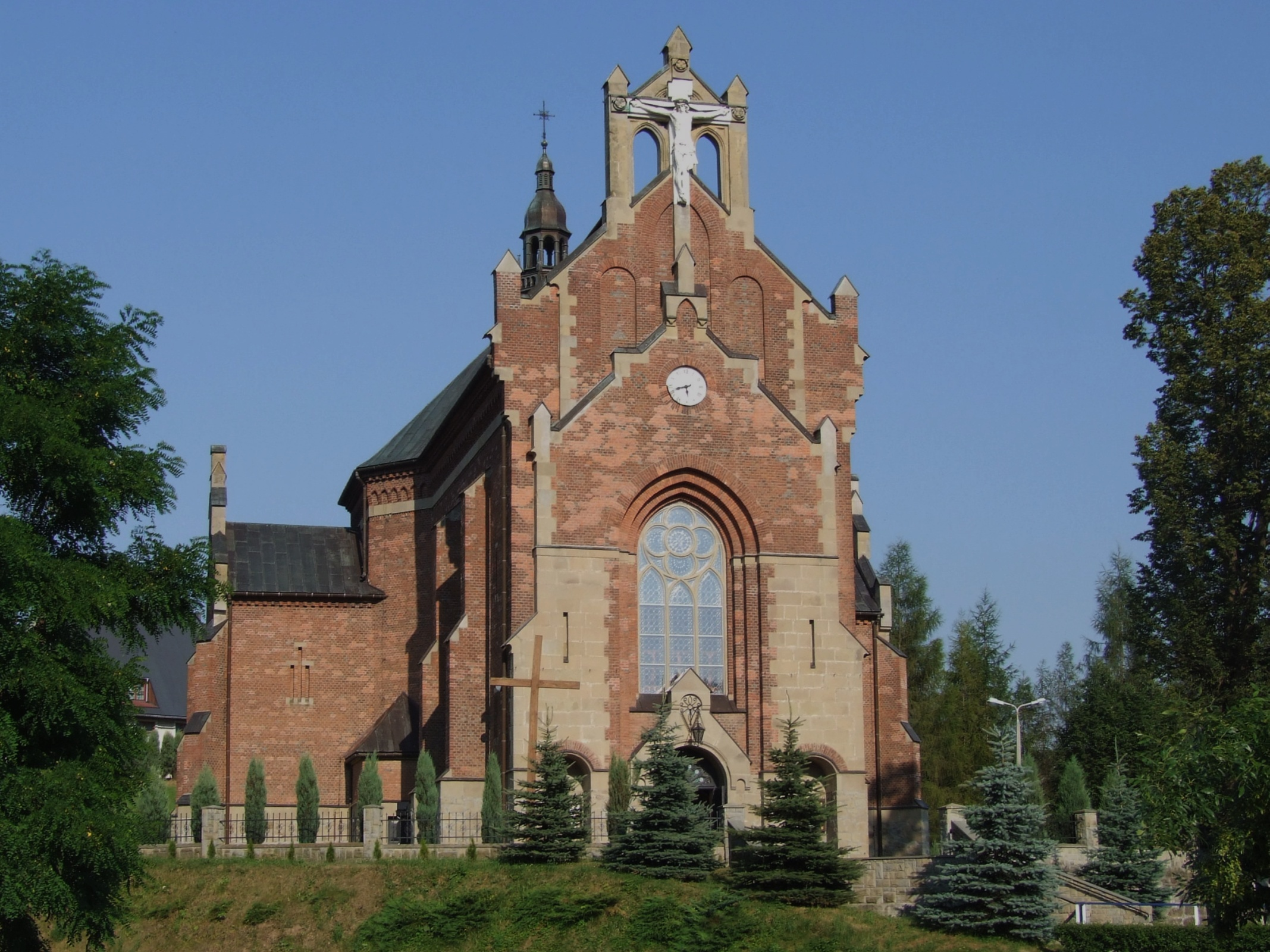
Kościół św. Mikołaja w Przyszowej

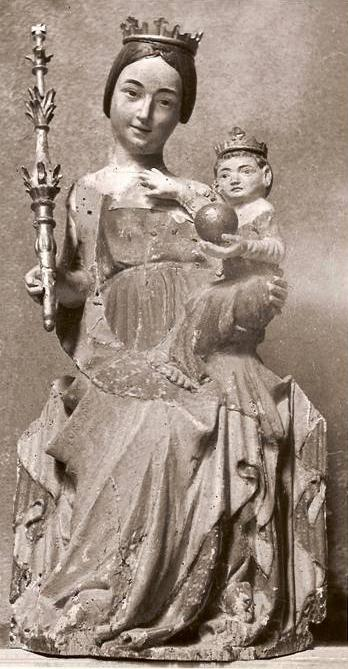
Madonna z Przyszowej, XIV wiek

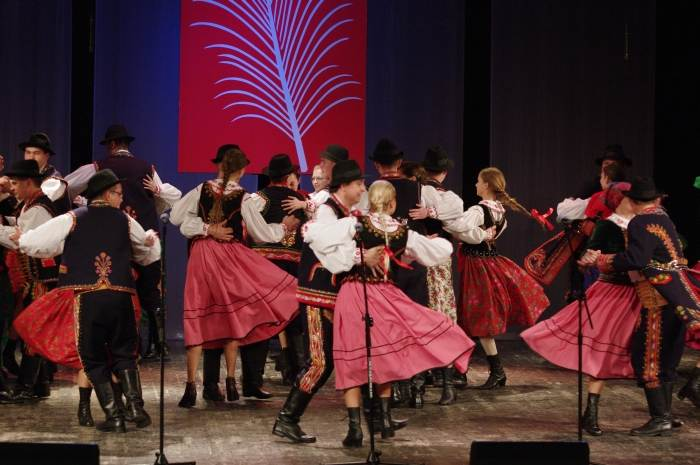
Zespół Regionalny Przyszowianie

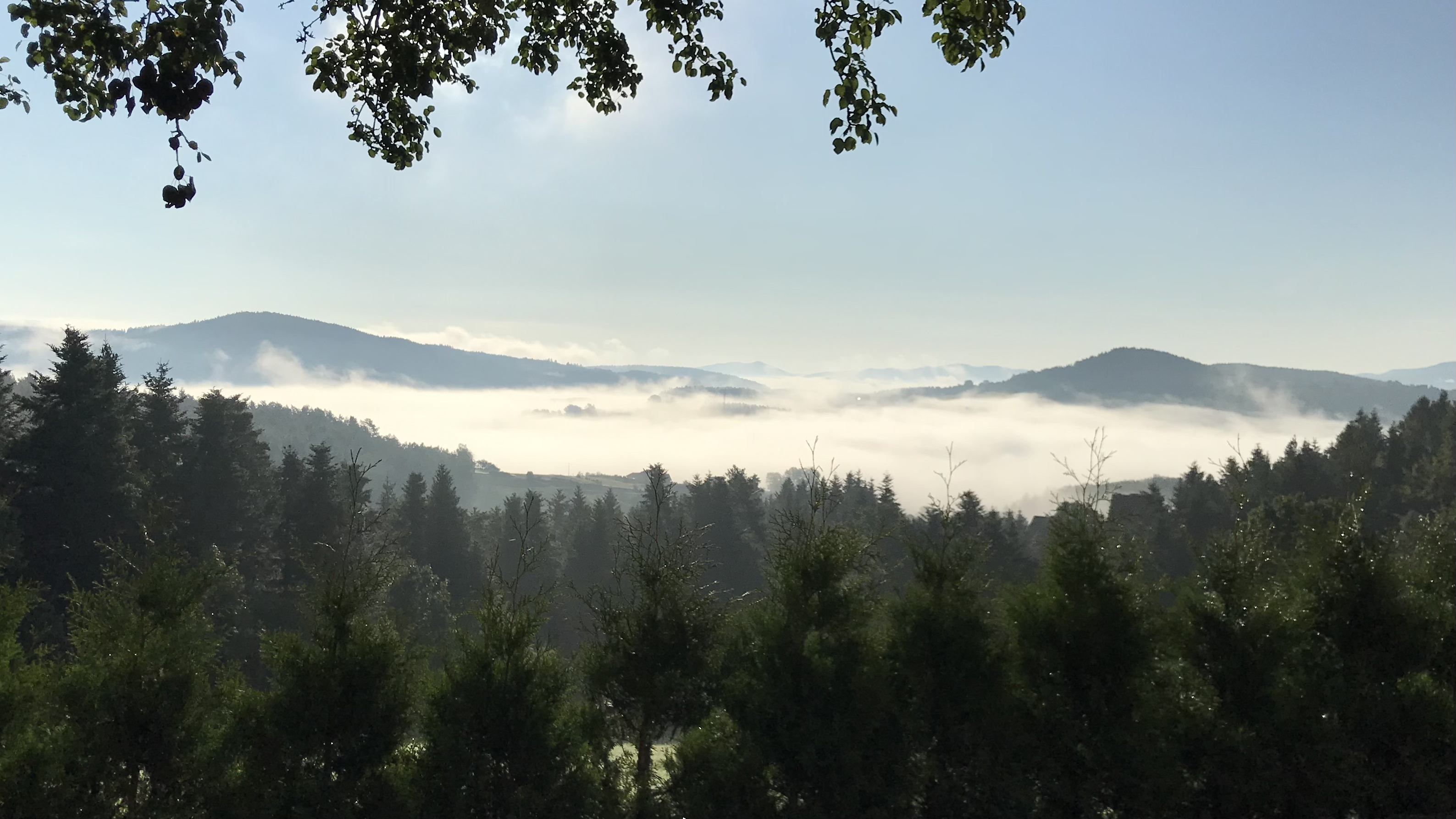
Morze mgieł nad Przyszową

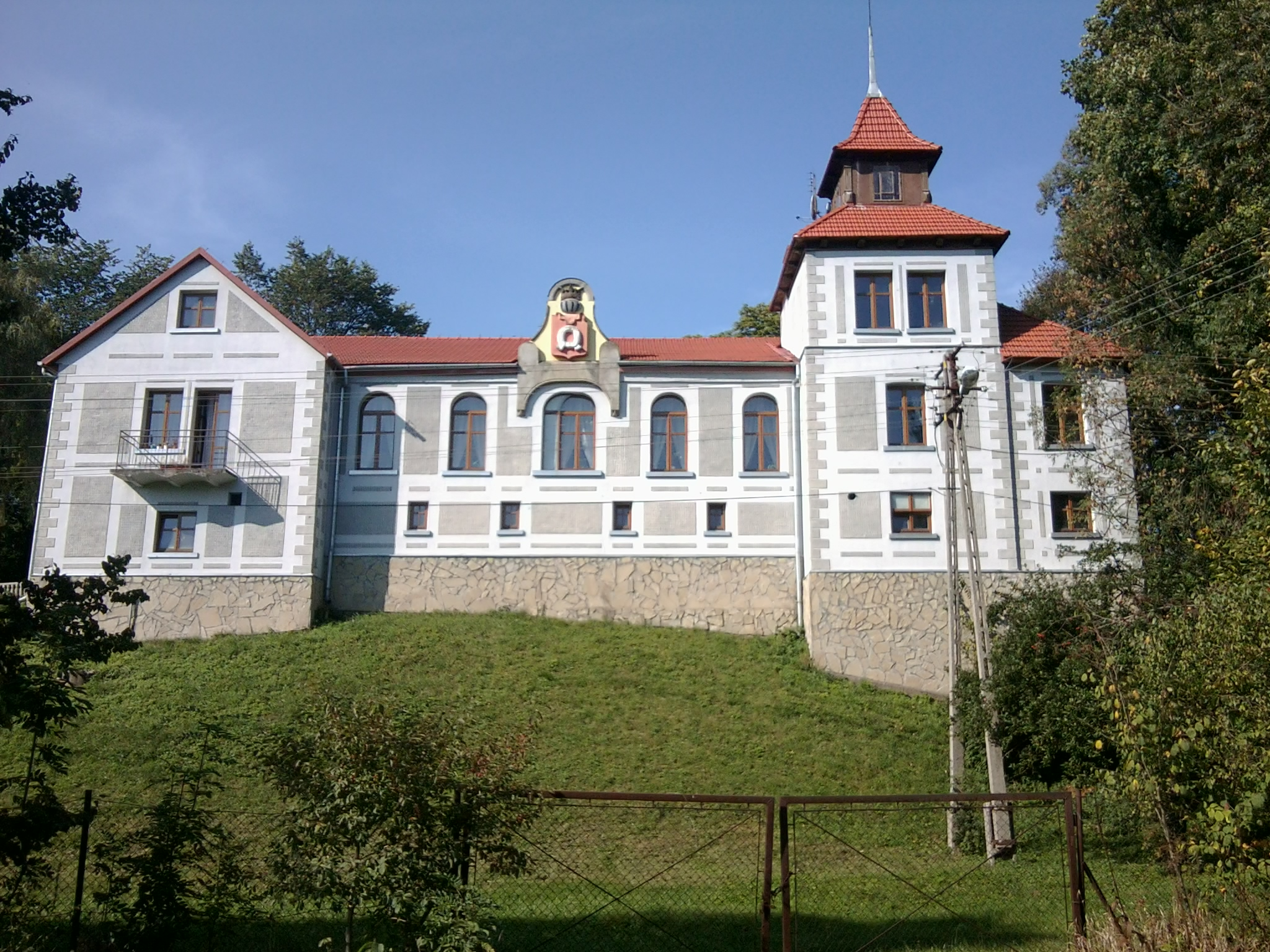
Dwór w Przyszowej, XVI w.

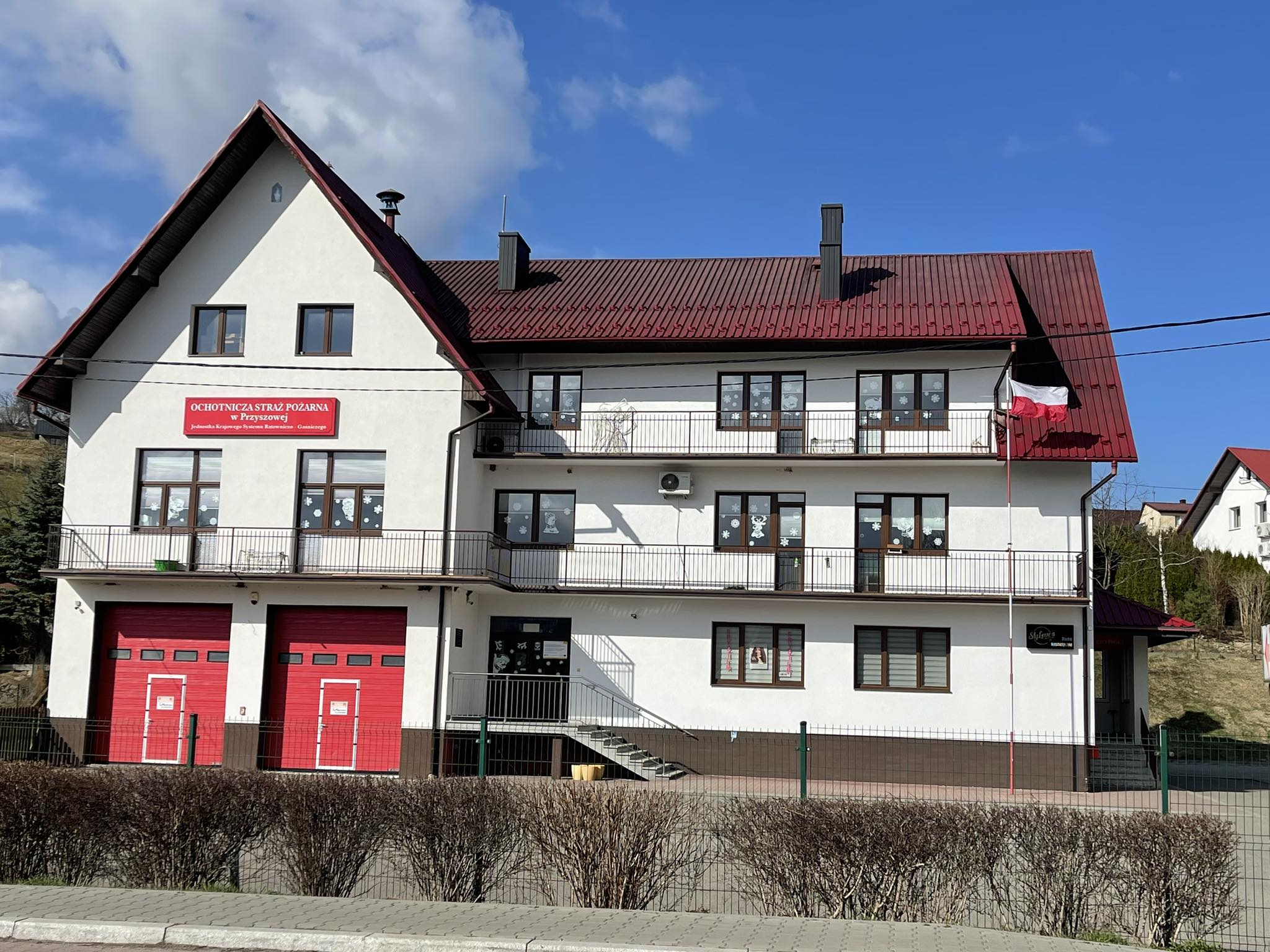
Remiza ochotniczej straży pożarnej w Przyszowej

Przyszowa – wieś w Polsce, położona w województwie małopolskim, w powiecie limanowskim, w gminie Łukowica.
W latach 1975–1998 wieś administracyjnie należała do województwa nowosądeckiego.
Wieś liczy 2624 mieszkańców.
Powierzchnia miejscowości to 18,6 km²

## Etymologia
Nazwa wsi Przyszowa zgodnie z tradycją pochodzi od słowa przychodzić. Na przestrzeni wieków w źródłach pisanych nazwa miejscowości występowała w różnych formach, m.in. Prissowa (1325–27), Prsissowa (1335), Przissow (1399), Przyssowa, Przyschowa (XV w.), Przissowa (1538). Przyszowa po raz pierwszy pojawia się w 1629.

## Geografia
Przyszowa jest położona w Kotlinie Sądeckiej, w dolinie rzeki Słomki, na średniej wysokości 420 – 500 m n.p.m.. Po zachodniej stronie Przyszowej wznoszą się szczyty Beskidu Wyspowego: Kuklacz Przyszowski (670 m), Łyżka (także Wyszka, 803 m) i Bąkowiec (599 m), po wschodniej Piekło (653 m) i Okręglica (603 m). Przyszowa graniczy z Siekierczyną, Kaniną, Wysokiem, Długołęką-Świerkla, Stroniem, Łukowicą oraz Roztoką.
| SIMC    | Nazwa       | Rodzaj    |
| ------- | ----------- | --------- |
| 0449208 | Berdychów   | część wsi |
| 0449214 | Bucznik     | część wsi |
| 0449220 | Cabałówka   | część wsi |
| 0449237 | Górki       | część wsi |
| 0449243 | Kierków     | część wsi |
| 0449250 | Leszcze     | część wsi |
| 0449266 | Ogrójec     | część wsi |
| 0449272 | Okręglica   | część wsi |
| 0449289 | Podkanina   | część wsi |
| 0449295 | Podzagórów  | część wsi |
| 0449303 | Wądole      | część wsi |
| 0449310 | Wieś        | część wsi |
| 0449326 | Wilcza Góra | część wsi |
| 0449332 | Zagórów     | część wsi |
| 0449349 | Zagórze     | część wsi |
| 0449355 | Zalas       | część wsi |

## Historia
Przyszowa jest jedną z najstarszych miejscowości w powiecie limanowskim. Pierwsza wzmianka o Przyszowej pochodzi z 1326 roku. Jednakże znacznie wcześniej na górującej nad wsią Łyżce (Wyżce) znajdował się średniowieczny zamek przyszowski, pochodzący prawdopodobnie z XI w. Uważa się, że zamek pierwotnie należał do kasztelanii z Nowego Sącza, a następnie do szlacheckiego rodu Wierzbiętów herbu Janina. Według relacji Jana Długosza Wierzbiętowie byli pierwszymi historycznymi właścicielami wsi.
Pod koniec XIII w. Wierzbiętowie opuścili zamek na Łyżce i przenieśli gród do nowego dworu szlacheckiego w centrum wsi. W 1535 r. Jakub Wierzbięta „okrył swój dom wielką sławą”, walcząc u boku hetmana Jana Tarnowskiego podczas piątej wojny litewsko-moskiewskiej. W 1560 nastąpił podział dóbr pomiędzy rodzeństwem Wierzbiętów: Andrzej otrzymał główny dwór z południową częścią wsi, Mikołaj tzw. stary dwór, Marcinowi przypadła Podowszczyzna, Wojciechowi Siekierczyna, a Stanisławowi Nowa Janina.
W XVII w. główny dwór w Przyszowej należał do rycerskiego rodu Duninów Wąsowiczów herbu Łabędź. W 1655 podczas potopu szwedzkiego lokalna szlachta i okoliczni chłopi pod wodzą oficera w służbie Stefana Czarnieckiego, Krzysztofa Dunina Wąsowicza z Przyszowej, stworzyła oddział partyzancki, który wsławił się rozbiciem oddziału Szwedów koło Limanowej. Miejscowa szlachta brała również udział w walce pospolitego ruszenia przeciw wojskom saskim w 1715 oraz w konfederacji barskiej.
W 1683 r. główny dwór przyszowski został nabyty przez skarbnika podolskiego Aleksandra Żuk-Skarszewskiego herbu Nałęcz po tym, jak jego rodzinna miejscowość na Podolu została zniszczona przez oddziały kozackie podczas wojny polsko-kozacko-tatarskiej. Oprócz Skarszewskich swoje posiadłości we wsi nadal mieli Wierzbiętowie oraz Łapkowie z Łapanowa, Wiktorowie z Wiatrowic, Przyborowscy, Podoscy, Wielogłowscy, Oyrzanowscy, Mielżeccy, Pęgowscy i Jaklińscy.
U schyłku XIX wieku Przyszowa liczyła niemal 1500 mieszkańców. Funkcjonowały tu szkoła parafialna, kasa zapomogowo-pożyczkowa, tartak oraz młyn. Choć większość ziem znajdowała się już w rękach chłopskich, w krajobrazie wsi wciąż obecne były główny dwór oraz cztery mniejsze dworki. Największy z nich był własnością Faustyna Żuk-Skarszewskiego – poety i posła do Rady Państwa oraz galicyjskiego Sejmu. Dworek na Berdychowie należał do Tytusa i Jadwigi Czyżewskich. Mieli oni czworo dzieci, w tym Tytusa Czyżewskiego – malarza, poetę i współtwórcę grupy formistów. Od 2010 roku aż do końca istnienia gimnazjum w Przyszowej nosiło jego imię. Dworek na Rusinówce należał do Franciszka Mieczkowskiego, na Podowszczyźnie – do Jana Podowskiego, zaś najmniejszy, położony na Ogrojcu, do Władysława Kałuskiego. Wśród mieszkańców spotkać można było również przedstawicieli staroszlacheckich rodów, takich jak Hebda, Pierzchała, Suchodolski, Sułkowski, Wajda i Zaręba.
Po II wojnie światowej w styczniu 1945 dokonano parcelacji wszystkich dóbr dworskich w Przyszowej, a w budynku głównego dworu umieszczono szkołę podstawową. W 1998 szkoła została przeniesiona do nowo powstałego budynku, a dwór został zwrócony rodzinie Żuk-Skarszewskich.
W 1954 r. powstała gromada Przyszowa z siedzibą GRN w Przyszowej. W skład gromady oprócz Przyszowej wchodziły również sąsiednie miejscowości Stronie oraz Wysokie. W 1972, wskutek reformy gminnej gromady zostały ostatecznie zniesione. Od tego czasu Przyszowa administracyjnie należny do gminy Łukowica.

### Kościół parafialny pw. św. Mikołaja

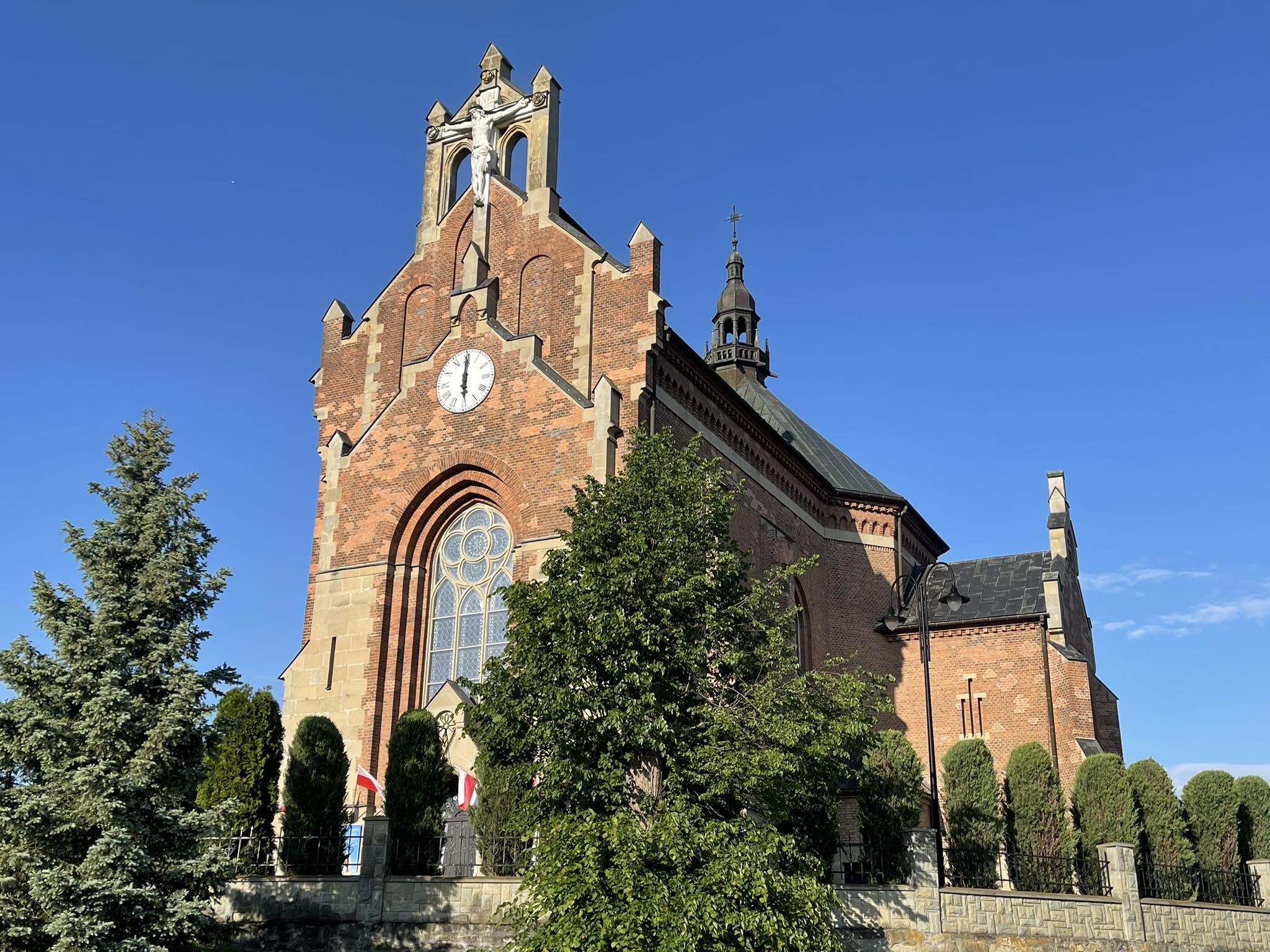
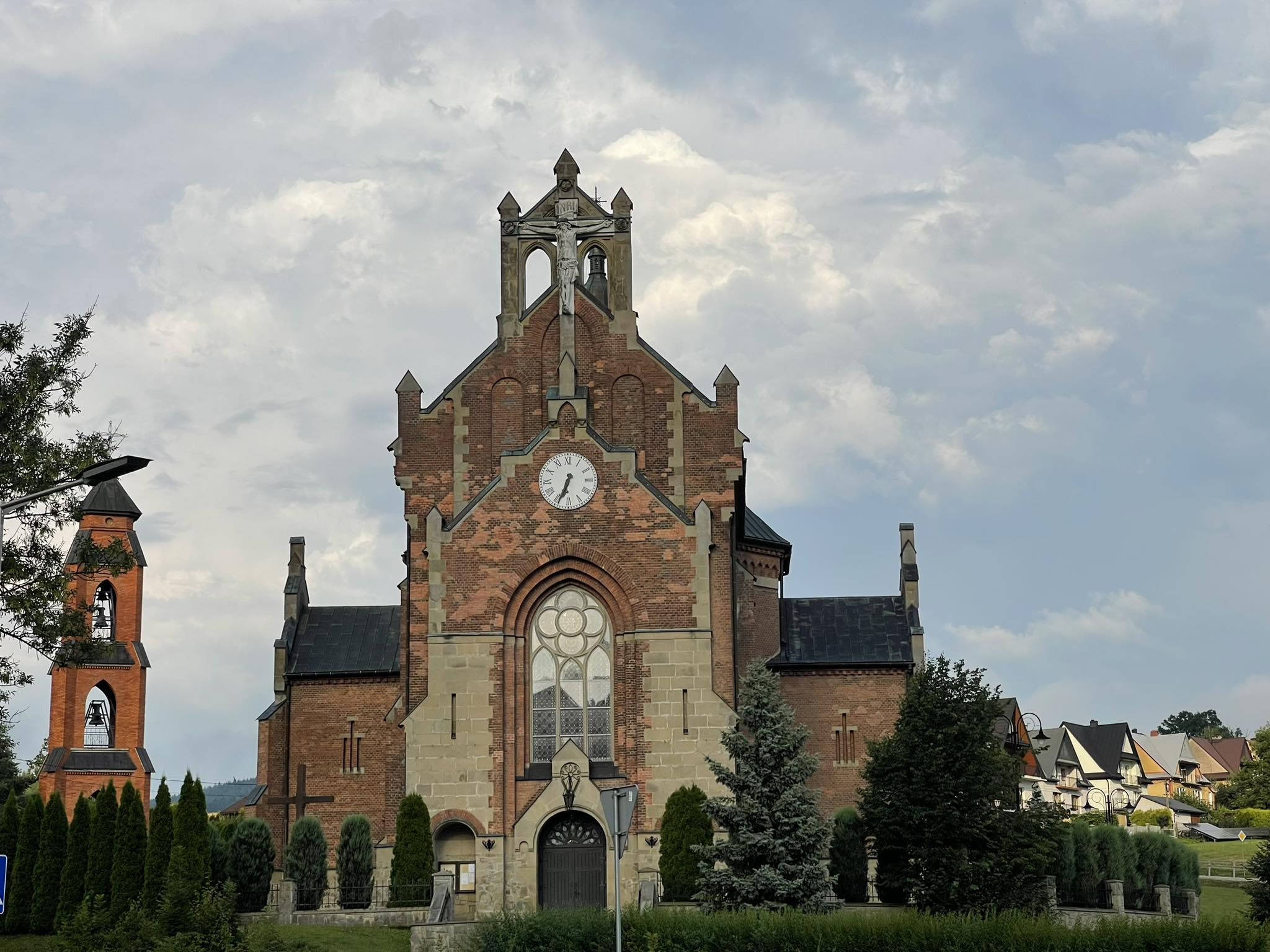
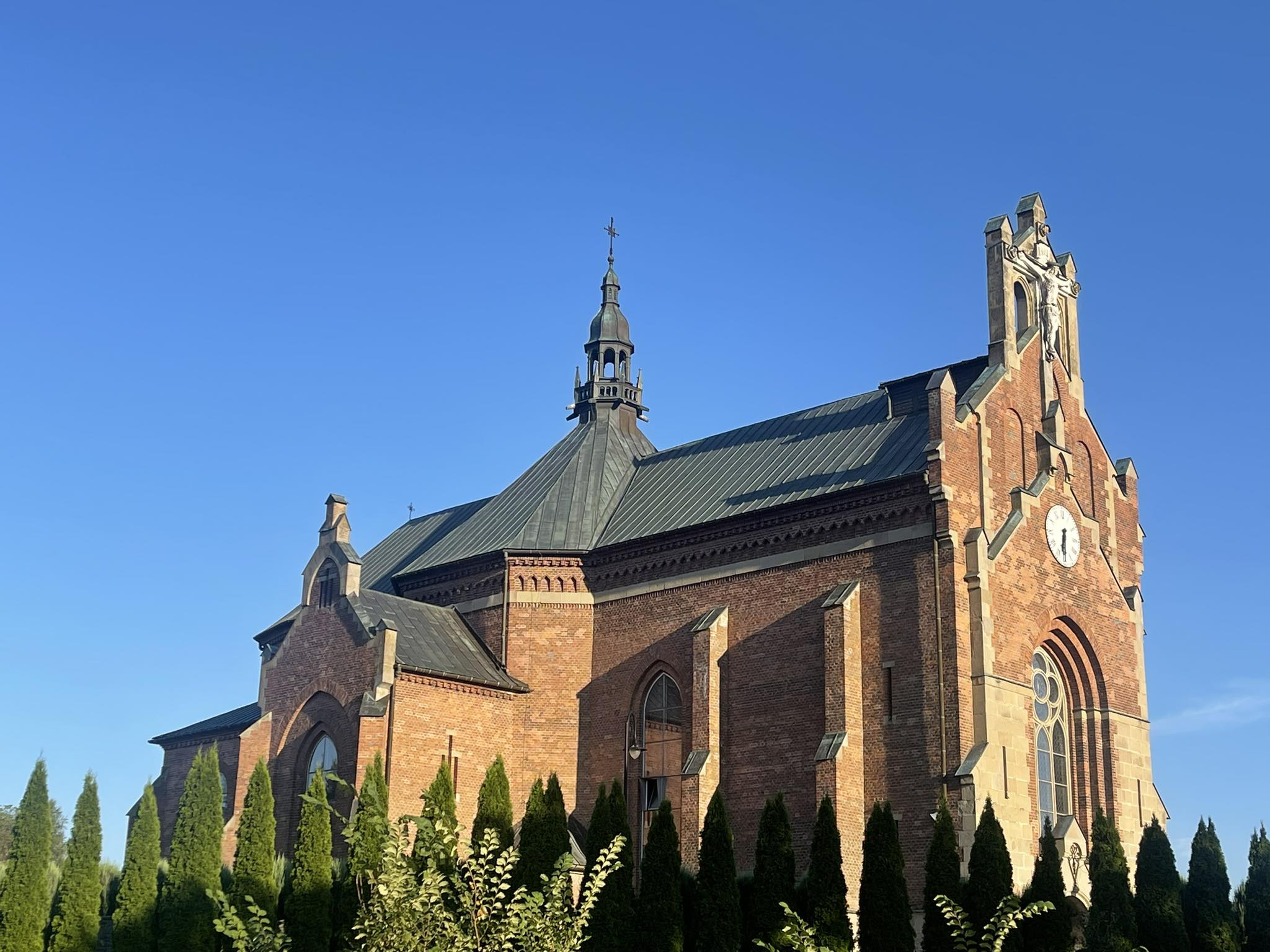
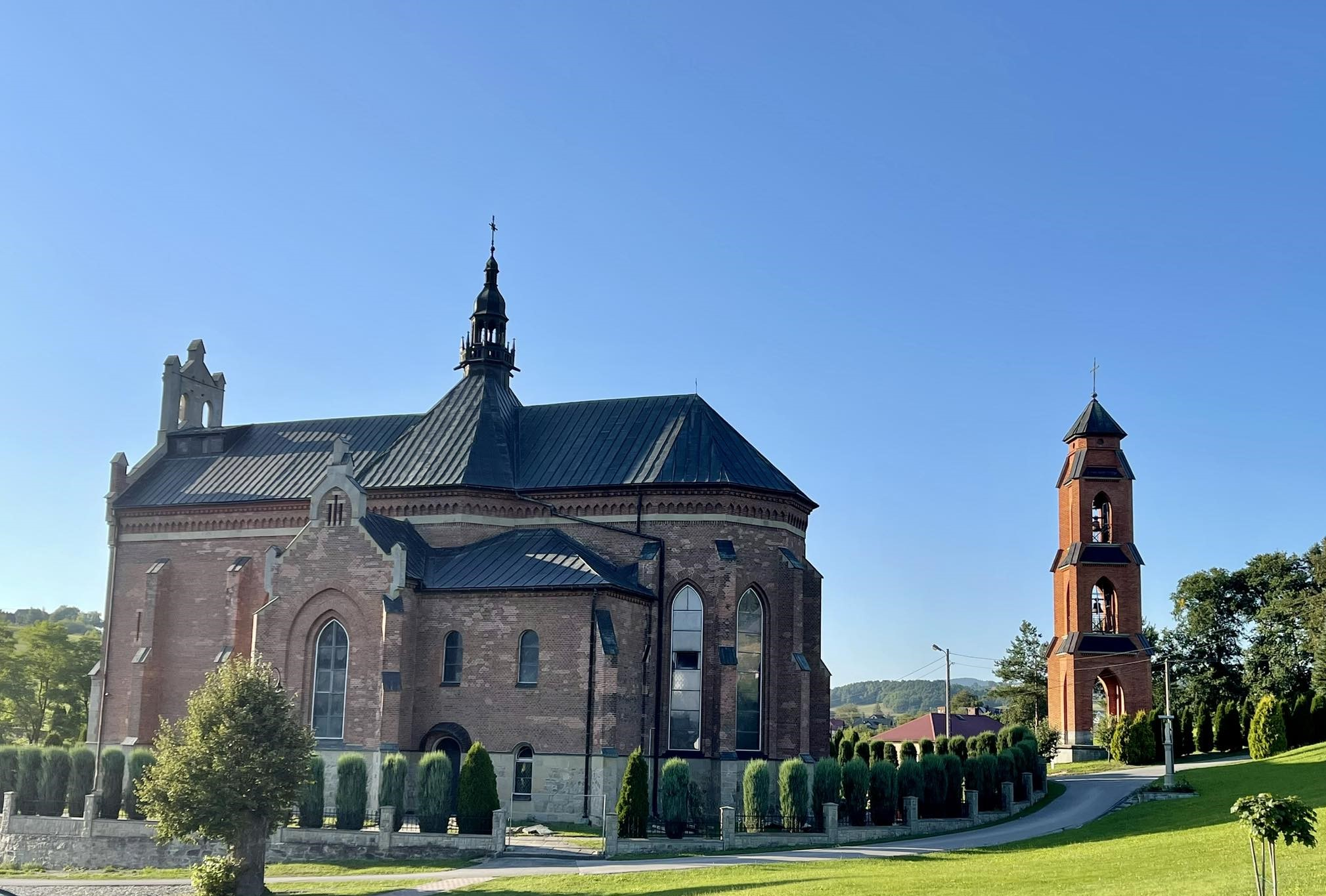

### Dwór Żuk-Skarszewskich

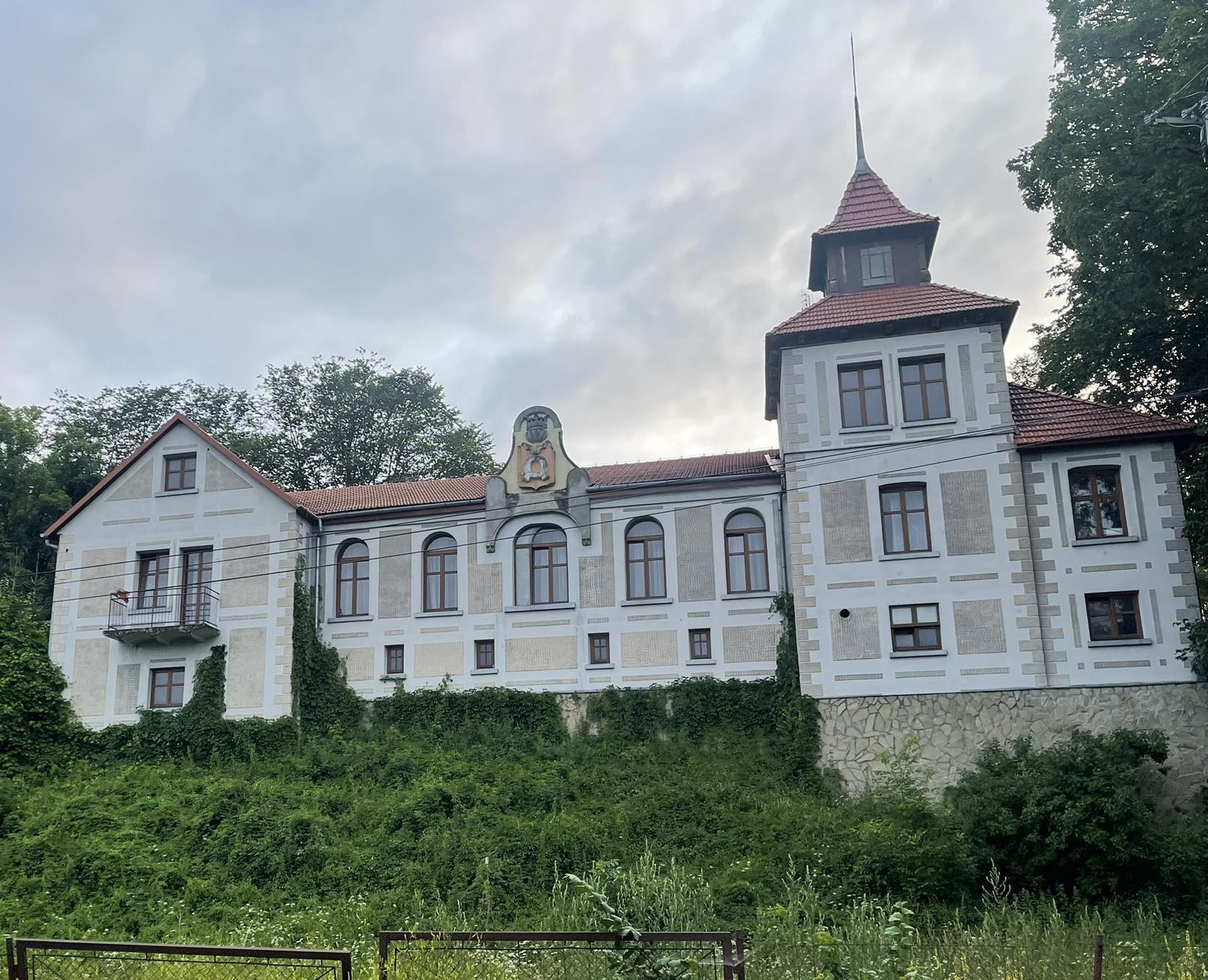
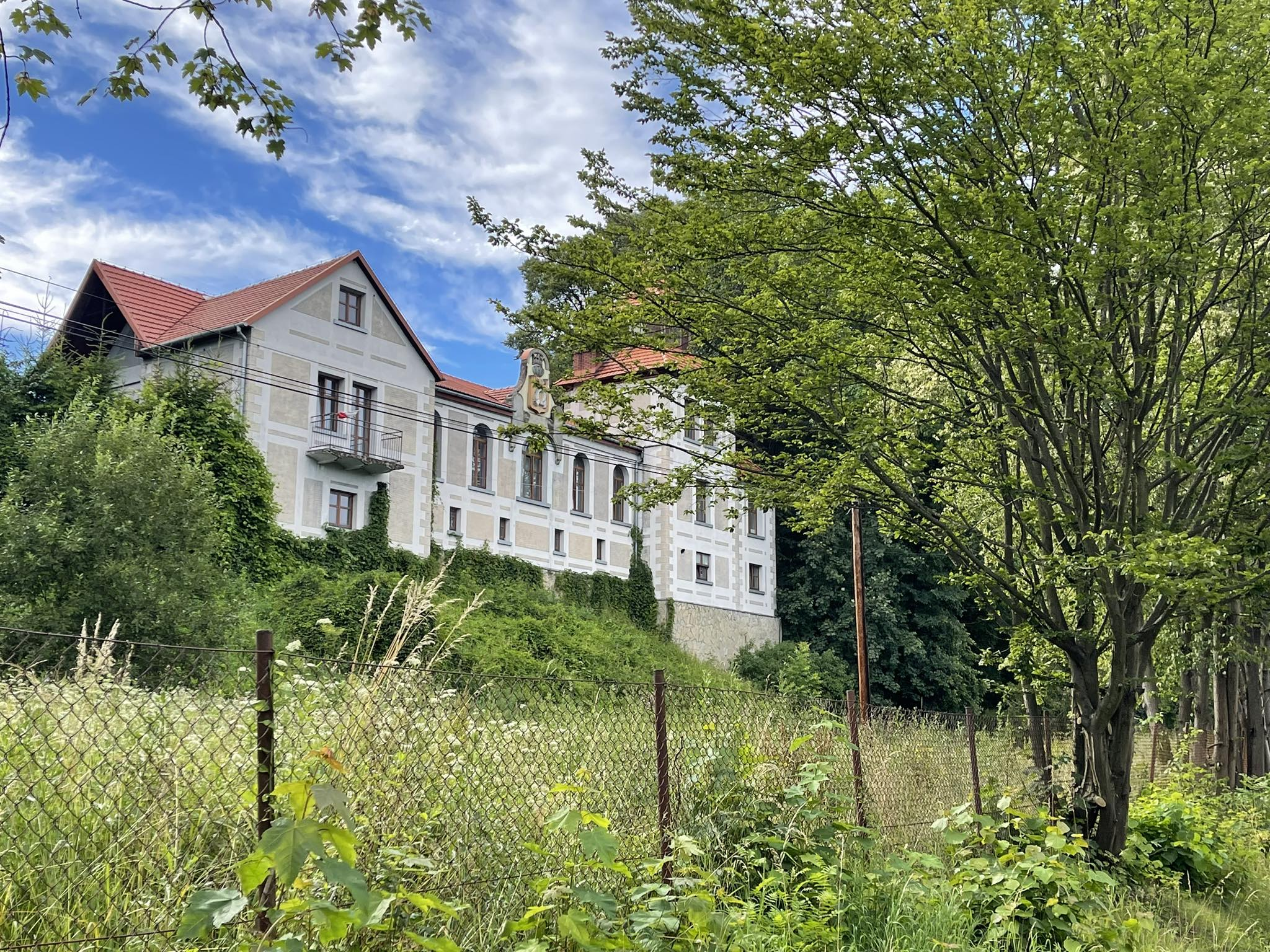
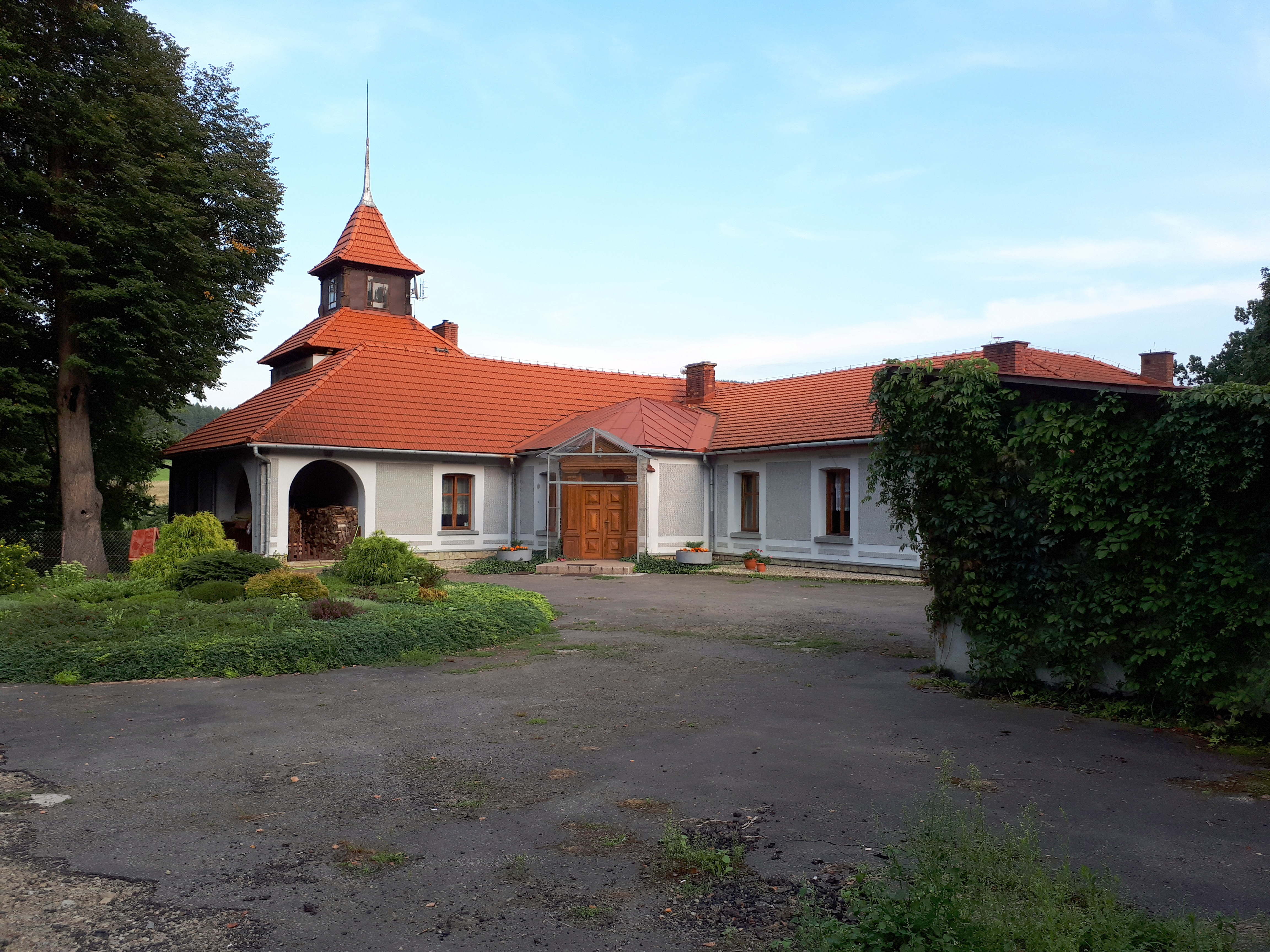
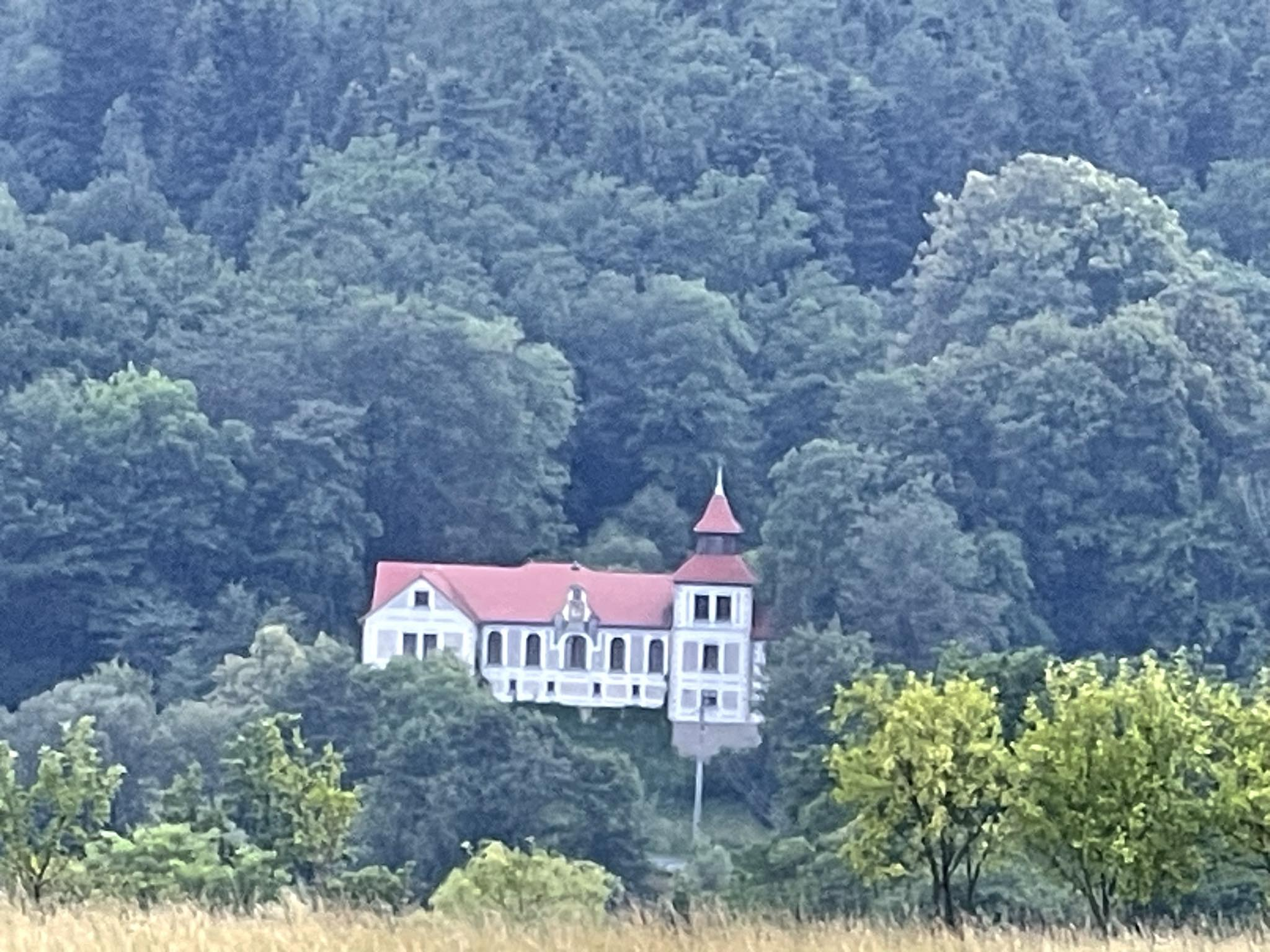

## Demografia
| Rok  | Liczba kobiet | Liczba mężczyzn | Liczba mieszkańców ogółem |
| ---- | ------------- | --------------- | ------------------------- |
| 1998 | 1041          | 1040            | 2081                      |
| 2002 | 1121          | 1112            | 2233                      |
| 2009 | 1210          | 1220            | 2430                      |
| 2011 | 1227          | 1224            | 2451                      |
| 2022 | 1266          | 1348            | 2614                      |
| 2023 | 1277          | 1344            | 2621                      |

## Zabytki
Kościół parafialny, grobowiec rodziny Żuk-Skarszewskich a także ogród dworski są wpisane do rejestru zabytków nieruchomych województwa małopolskiego

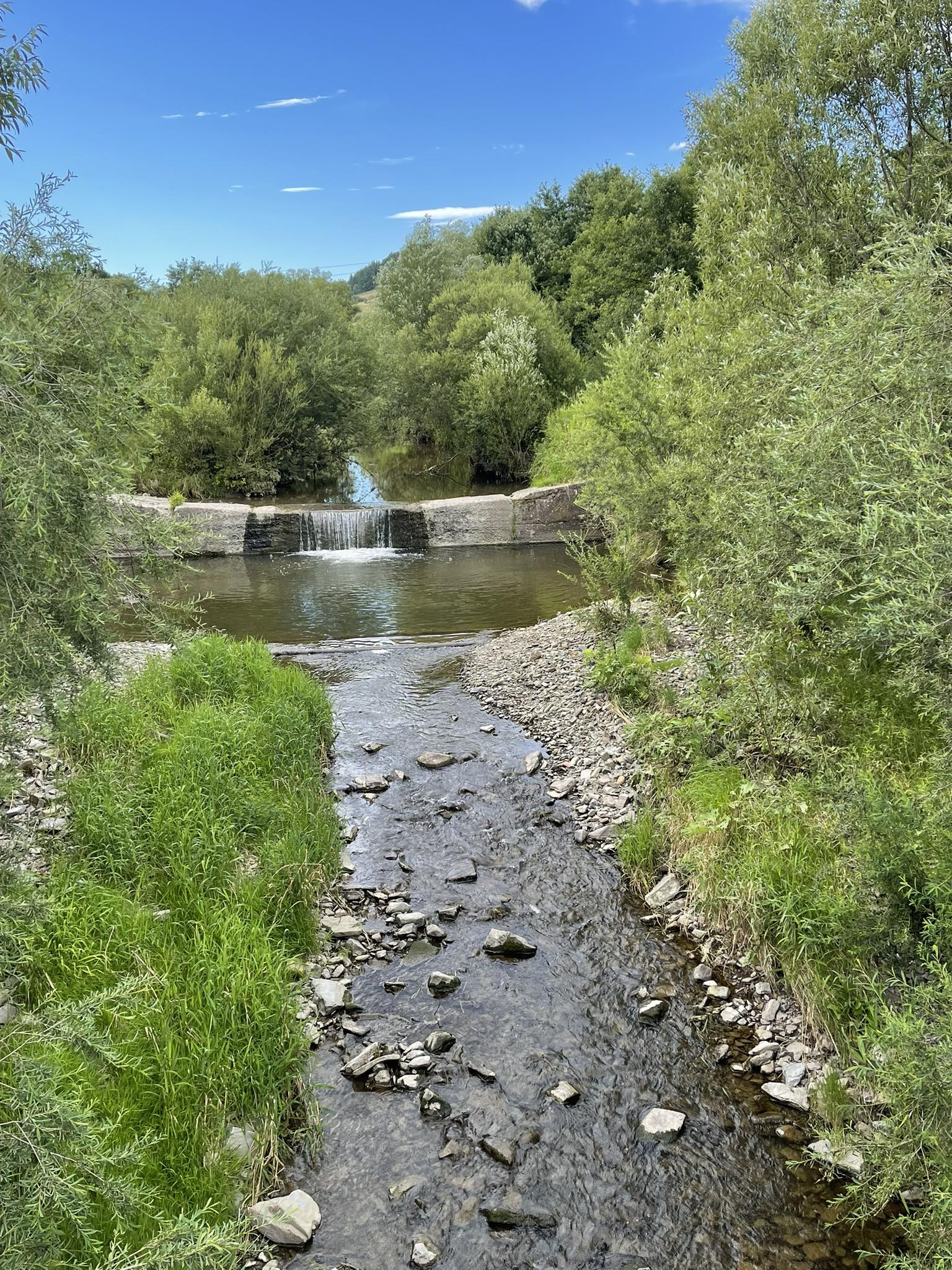
Potok Słomka w Przyszowej

## Zamek
Na zachód od centrum miejscowości na płaskim szczycie góry Łyżka znajduje się średniowieczny obiekt obronny. Z zamkiem wiążę się legenda o srebrnej Łyżce, która miała zostać zgubiona lub upuszczona przez Świętą Kingę i stąd miała się wziąć nazwa wzniesienia na którym położone jest zamczysko.

## Religia
Kronikarz Jan Długosz potwierdza, że parafia rzymskokatolicka istniała w Przyszowej już w 1326 r. Od tego czasu wieś była głównie wyznania katolickiego z niewielka mniejszością ewangelicką i żydowską, z wyjątkiem krótkiego okresu na przełomie XVI/XVII w., kiedy to lokalna szlachta, w tym właściciele wsi – Wierzbiętowie, przyjęli wierzenia braci polskich. W 1580 r. miejscowy ksiądz proboszcz został wydalony z wioski, a kościół stopniowo popadał w ruinę i ostatecznie został rozebrany.
W 1612 r. Wierzbiętowie z powrotem przeszli na katolicyzm i przekazali fundusze na budowę nowego drewnianego kościoła św. Mikołaja. Wzniesiony w 1612 r., respektujący jeszcze w kategoriach konstrukcyjnych tradycję ciesielstwa późnego średniowiecza, stał aż do 1907 r. W latach 1901–1906 został wzniesiony nowy murowany kościół św Mikołaja według projektu architekta Teodora Talowskiego w stylu neogotyckim. Ołtarz główny został zaprojektowany przez artystę Czesława Lenczowskiego.

## Kultura
W Przyszowej w 1819 r. urodził się Faustyn Żuk-Skarszewski, poeta i polityk sądecki, zaś w 1858 – Tadeusz Żuk-Skarszewski, powieściopisarz i publicysta.
W 1880 r. urodził się tu Tytus Czyżewski, poeta, jeden z pionierów nowoczesnego malarstwa polskiego. Przyszowa odcisnęła niezatarte piętno na całej jego twórczości poetyckiej i malarskiej, a sam artysta wspominał, że pierwsze spotkanie z malarstwem w jego życiu nastąpiło w kościele parafialnym w Przyszowej, a w szczególności wisząca tam amatorska kopia Ostatniej Wieczerzy Leonarda i figura św. Floriana. Inspiracje z czasów dzieciństwa można odnaleźć w późniejszych obrazach Czyżewskiego – przedstawiających matki boskie i zbójników, dwa oblicza sztuki góralskiej.
W 1969 Jerzy Harasymowicz w swoim tomiku poezji Madonny Polskie, rozsławił XIV w. gotycka drewnianą figurkę Madonny z Przyszowej jako jeden z najwspanialszych przykładów stylu spisko-sądeckiego.
Przyszowa jest jednym z największych ośrodków kultury Lachów Sądeckich, grupy etnograficznej ludności polskiej zamieszkująca obszar Beskidów. Wieś jest siedzibą regionalnego zespołu Przyszowianie, prezentującego zwyczaje, tańce i obrzędy Lachów Sądeckich. Zespół w swoich programach przekazuje kulturę oraz tradycje wywodzące się z okolic Przyszowej na festiwalach folklorystycznych w kraju i za granicą.

## Sport

### Klub sportowy Krokus Przyszowa

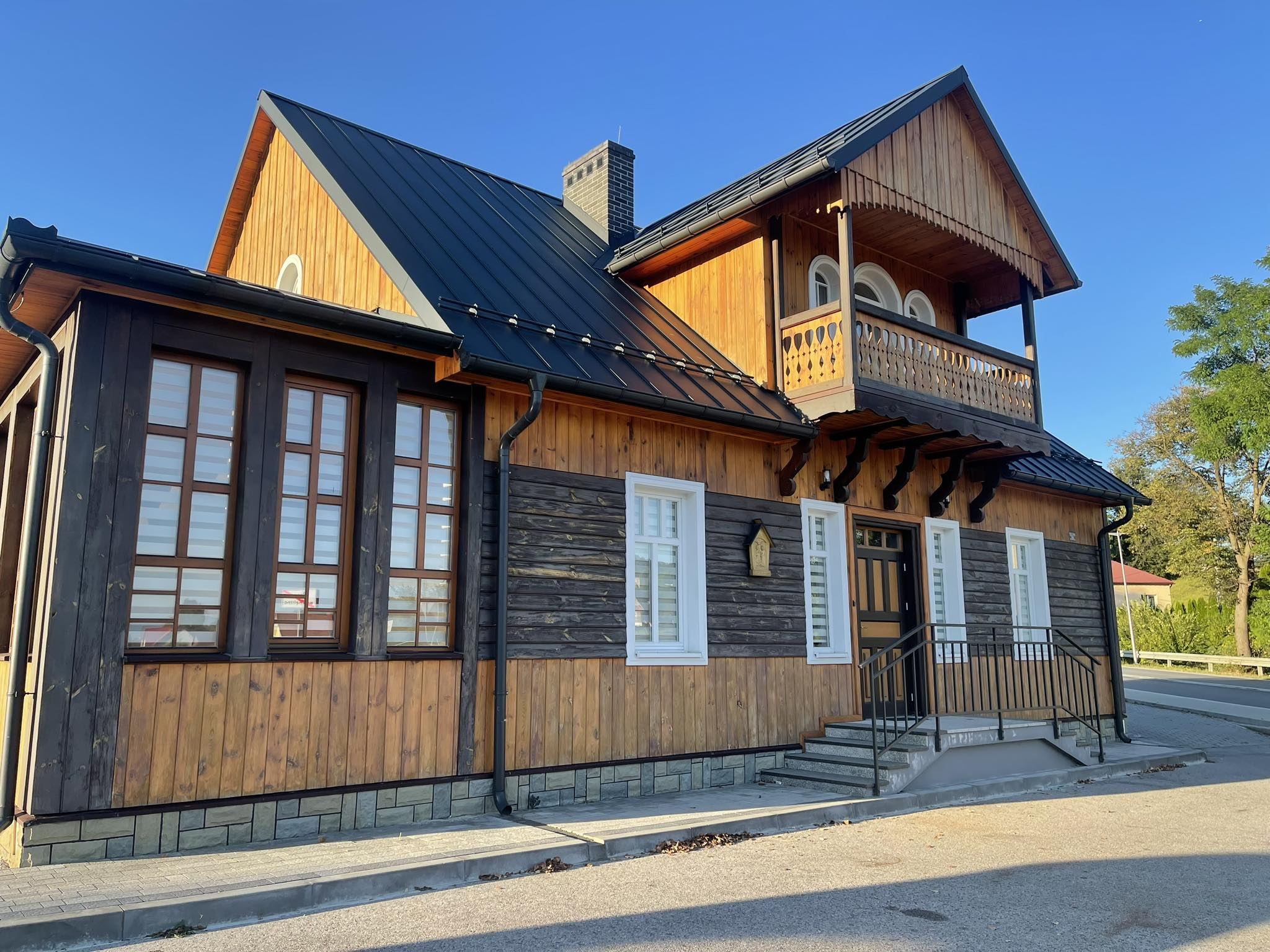
Dom Katechetyczny w Przyszowej

W 1963 w Przyszowej został założony Ludowy Klub Sportowy Krokus Przyszowa. Założycielami tego klubu byli mieszkańcy Przyszowej, tj. Józef Kożuch, Ryszard Biedroń i Zbigniew Kroczek. W pierwszej fazie istnienia klubu funkcjonowała sekcja narciarska, a z upływem lat klub rozwinął się o inne dyscypliny: piłkę nożną, tenis stołowy i siatkówkę. W 1994 drużyna piłki nożnej rozpoczęła rozgrywki w klasie C w podokręgu limanowskim. W 1997 drużyna awansowała do klasy B, a w 2007 do klasy A.
W 1995 w Przyszowej oddano do użytku boisko sportowe i od tej pory drużyna rozgrywała na nim mecze w roli gospodarza. W okresie zimowym klub korzysta z hali sportowej przy szkole podstawowej nr 1 w Przyszowej. W obiekcie szkolnym znajdują się również pomieszczenia przeznaczone na potrzeby klubu.
W historii klubu jednym z największych sukcesów było zajęcie I miejsca drużyny piłkarskiej seniorów w rozgrywkach piłki halowej w 2009 na szczeblu Limanowskiego Podokręgu Piłki Nożnej, oraz II miejsca w 2010. Ponadto drużyna Krokusa występowała również w sądeckiej lidze futbolu zdobywając I miejsce w 2 lidze. W 2010 drużyna zdobyła II miejsce w 1 lidze.

W 2012 roku wybudowane zostało wielofunkcyjne boisko sportowe Orlik, które powstało w miejscu dotychczasowego pełnowymiarowego boiska do piłki nożnej. Krokus Przyszowa od tego momentu rozgrywa mecze w roli gospodarza na stadionie w Świdniku. Przedstawiciele klubu oraz mieszkańcy podejmowali różne inicjatywy na rzecz powstania nowego stadionu dla potrzeb klubu. W październiku 2023 roku została wręczona promesa na budowę pełnowymiarowego boiska piłkarskiego w miejscowości Przyszowa. , natomiast w kwietniu 2024 roku ogłoszony został przetarg na budowę obiektu.

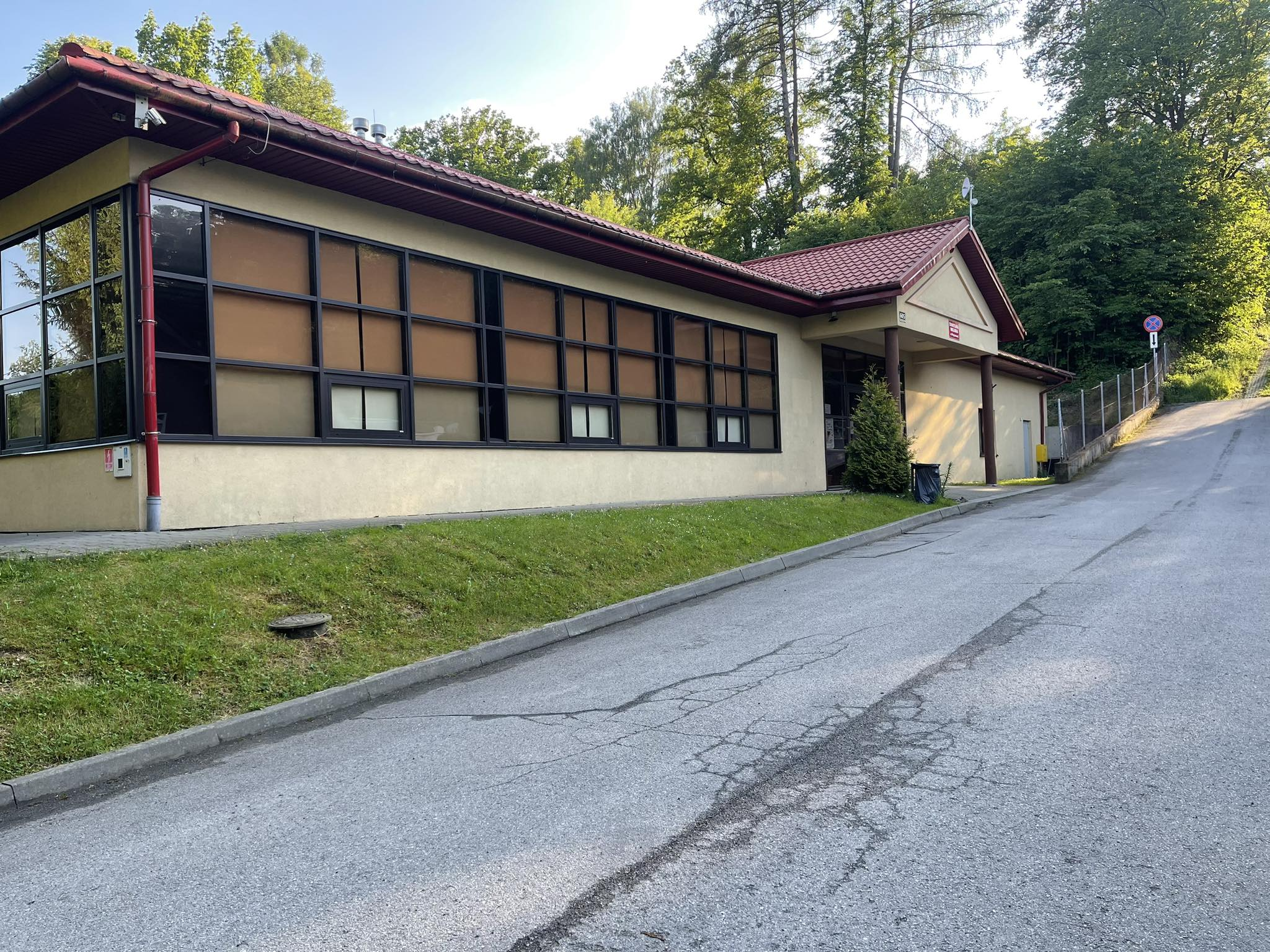
Świetlica wiejska

### Infrastruktura sportowa[23][24][25][21]
- Boisko wielofunkcyjne Orlik 2012
- Boisko do gry w siatkówkę plażową
- Miasteczko rowerowe
- Dwie hale sportowe
- Dwie siłownie plenerowe
- Planowana jest budowa pełnowymiarowego boiska do gry w piłkę nożną

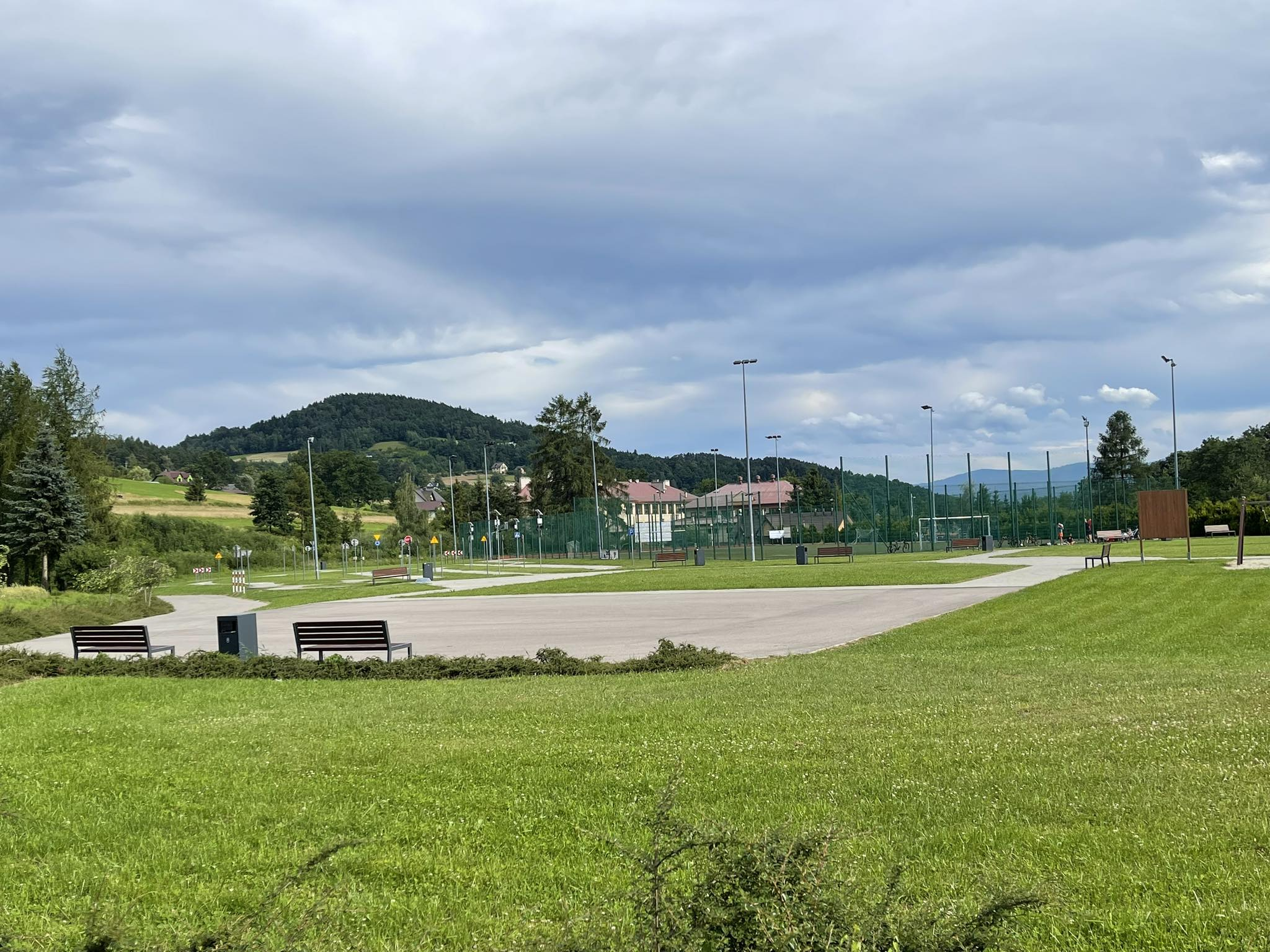
Orlik i miasteczko rowerowe
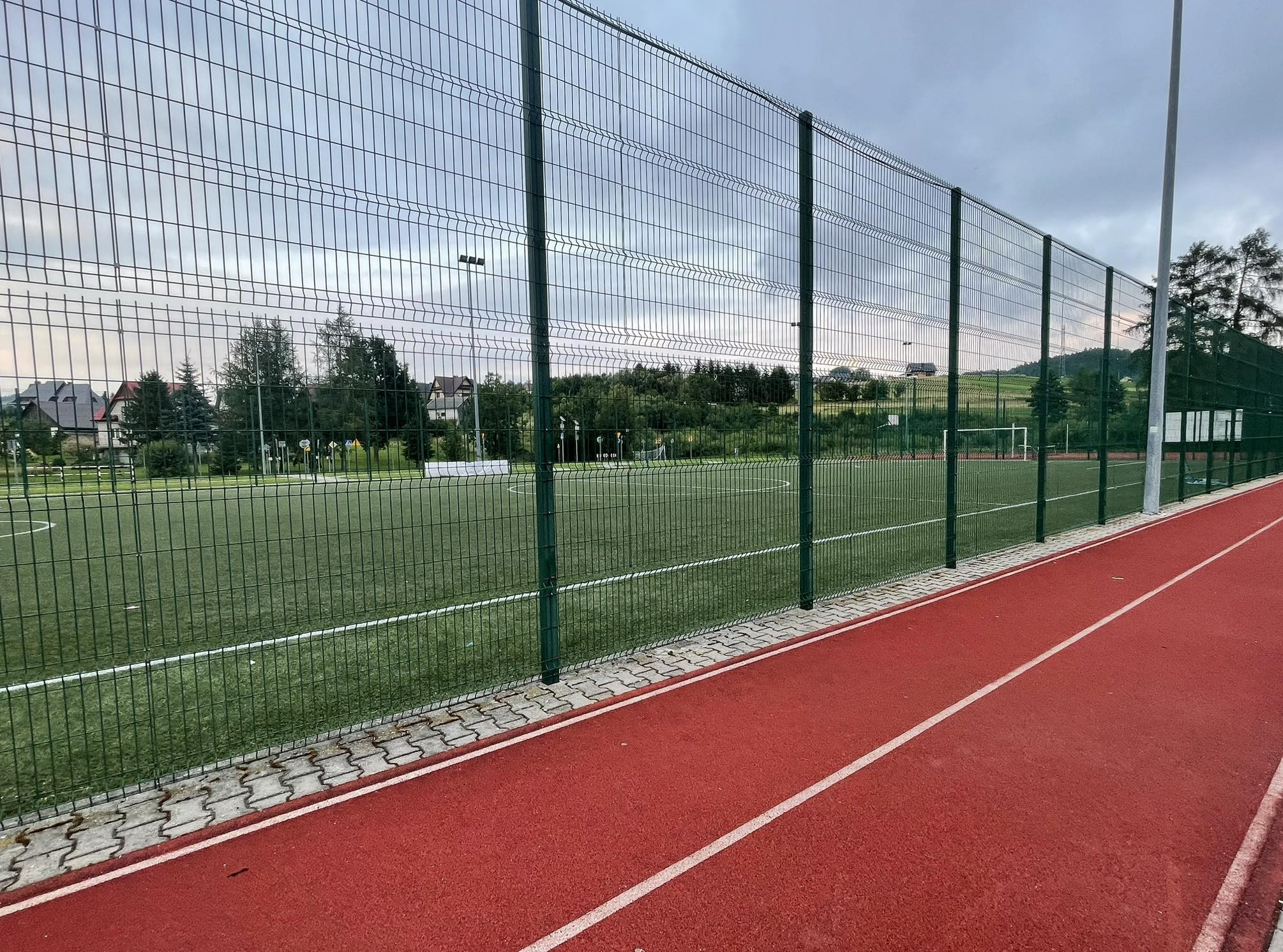
Boisko wielofunkcyjne Orlik
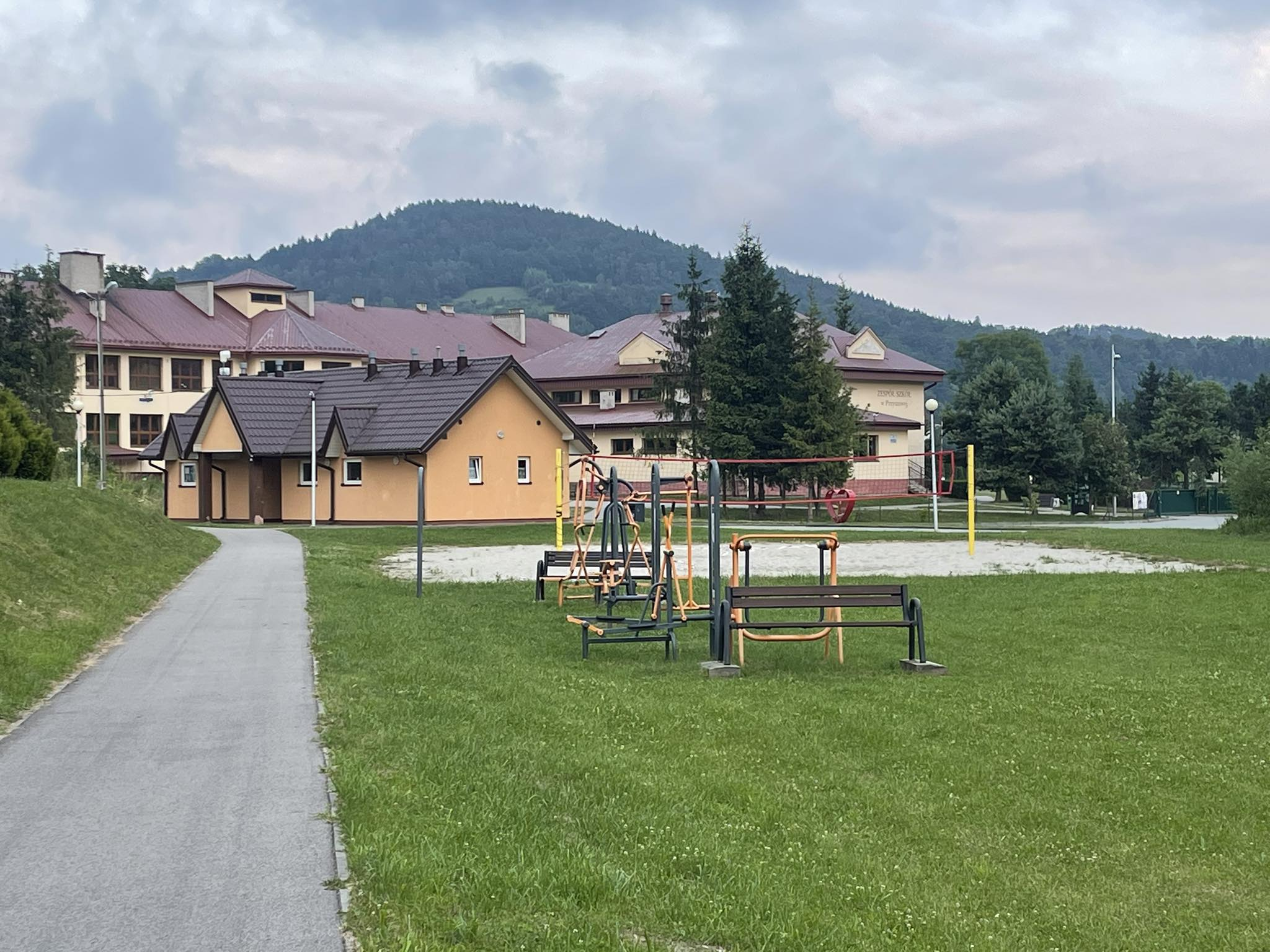
Siłownia plenerowa i boisko do siatkówki plażowej
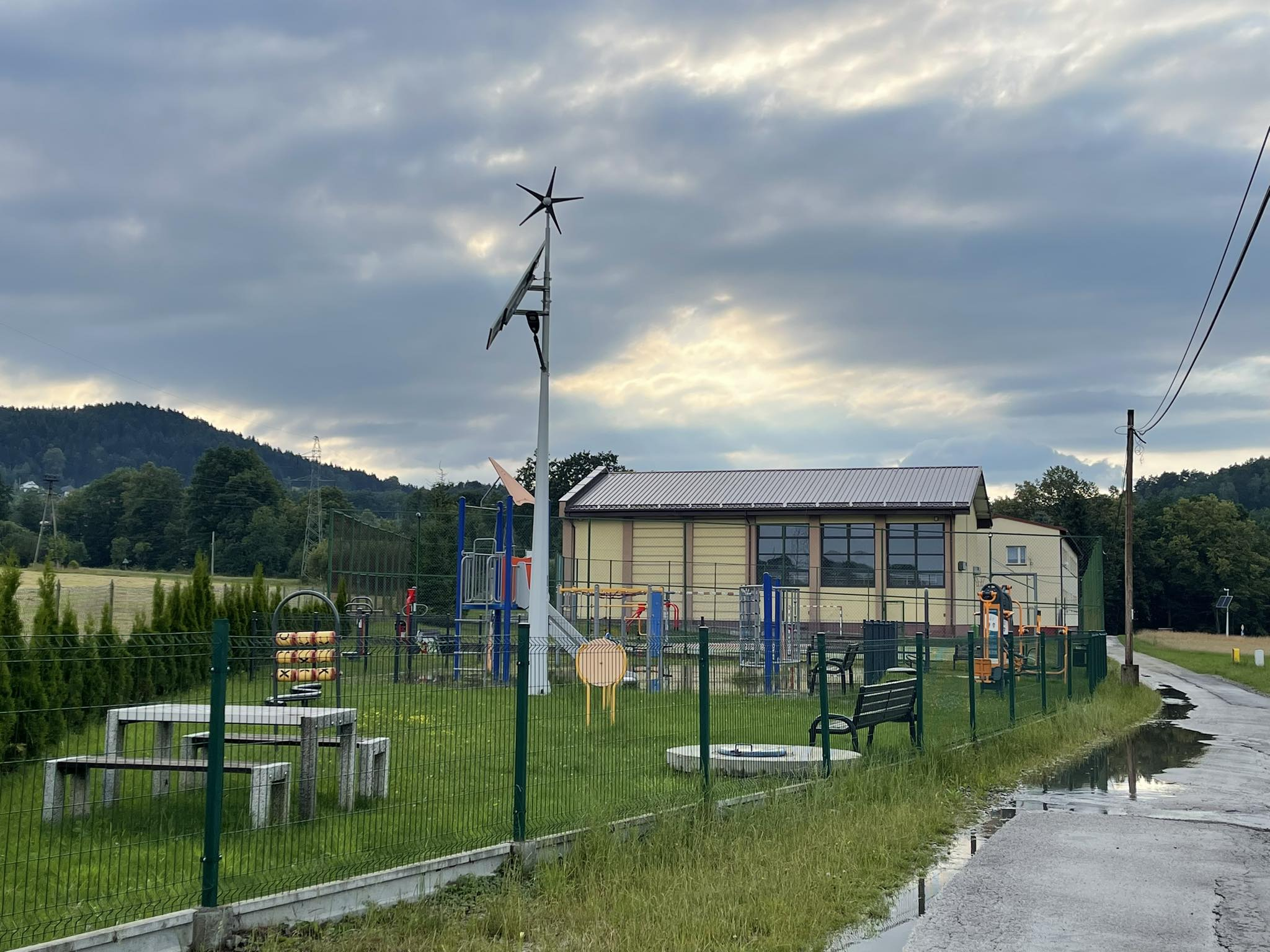
Kompleks sportowy na Berdychowie

## Piesze szlaki turytyczne
zielony z Limanowej przez Jabłoniec, Łyżkę, Pępówkę do Łukowicy
 czarny z Przyszowej na Łyżkę.

## Komunikacja
Przyszowa znajduje się w odległości około 3 kilometrów od Drogi Krajowej nr 28. Przez miejscowość przebiega droga powiatowa nr 1579K łącząca Siekierczynę (Raszówki) z miejscowością Naszacowice, droga powiatowa nr 1546K relacji Przyszowa - Gostwica - Stadła, a na krótkim odcinku, w zachodniej części miejscowości droga powiatowa nr 1610K. Regularne połączenia autobusowe miejscowości Przyszowa z Limanową, Nowym Sączem oraz siedzibą gminy Łukowicą realizują prywatni przewoźnicy.  

## Ochotnicza Straż Pożarna
Ochotnicza straż pożarna w Przyszowej została założona w 15 maja 1953 roku. Wówczas powołany został pierwszy zarząd. Komendantem został Jan Hebda, gospodarzem Józef Skirliński,a skarbnikiem Jan Wilk. Zdecydowano także  o rejestracji Stowarzyszenia OSP Przyszowa w Wojewódzkiej Radzie Narodowej w Krakowie, która przychyliła się do prośby członków założycieli i dokonała rejestracji, stało się to jednak dopiero dwa lata po utworzeniu OSP. W 1963 roku zarząd powiatowy Związku OSP w Limanowej przydzielił jednostce motopompę M-800. Na przełomie lat 60 i 70 podjęto decyzję o likwidacji jednostki, a delegacje ze sąsiednich jednostek OSP, miały przejąć sprzęt po likwidowanej jednostce. Jednak dzięki zdecydowanej postawie druhów Edwarda Nawalańca oraz Jana Śmierciaka, którzy pozostali w remizie nie doszło do oddania posiadanego przez OSP Przyszowa sprzętu Planów likwidacji jednostki zaniechano. Kluczowym dla jednostki celem w swojej początkowej działalności było posiadanie własnej remizy. Ostatecznie uroczystość poświęcenia i oddania do użytku Domu Strażaka, odbyła się 3 maja 1999 roku. Zbiegła się ona z przekazaniem jednostce sztandaru, ufundowanego przez ówczesnego proboszcza tutejszej parafii księdza kanonika Mariana Koterbę oraz społeczność lokalną. Pierwszym w historii jednostki samochodem ratowniczo-gaśniczym był Uaz-452, który został zakupiony od osoby prywatnej i przystosowany do potrzeb OSP. W październiku 2004 roku został do jednostki przekazany, dzięki Caritas z Elst w Holandii samochód  bojowy marki Mercedes wraz ze sprzętem ratowniczo-gaśniczym, wyposażony m.in. w zbiornik o pojemności 1000 litrów oraz dwa ,,szybkie natarcia". W roku 2010 pozyskano samochód marki MAN GBA 3/32. Od 2016 roku jednostka działa w ramach krajowego systemu ratowniczo-gaśniczego. Dzięki wsparciu z Narodowego Funduszu Ochrony Środowiska, Wojewódzkiego Funduszu Ochrony Środowiska w Krakowie, Komendanta Głównego PSP oraz wkładu z budżetu Gminy Łukowica Jednostka OSP w Przyszowej pozyskała w 2019 roku średni samochód ratowniczo-gaśniczy marki Renault.

### Wyposażenie
Jednostka posiada na swoim wyposażeniu średni samochód ratowniczo-gaśniczy marki Renault, lekki samochód rozpoznawczo-ratowniczy Mercedes-Benz Sprinter, a także Quad wraz z przyczepką transportową i przyczepką ratowniczą.

## Edukacja

### Szkoła podstawowa nr 1 im.Marii Konopnickiej[36]
Początki szkolnictwa w Przyszowej sięgają roku 1828, kiedy to ówczesny proboszcz ks. Michał Stefczyński zaczął uczyć dzieci na plebanii. W 1852 roku wystawiono na plebańskich gruntach pierwszą szkołę, a od 1858 r. zatrudniono nauczyciela opłacanego przez gminy należące do parafii. Po wojnie dokonano parcelacji dworu w Przyszowej i w budynku podworskim umiejscowiono szkołę podstawową nr 1. Jednakże budynek ten nie nadawał się na potrzeby szkoły. Na początku lat 90. rozpoczęto budowę nowej siedziby szkoły imienia Marii Konopnickiej. 31 sierpnia 1998 roku nastąpiło uroczyste otwarcie nowej szkoły połączone z poświęceniem sztandaru oraz budynku szkolnego i pamiątkowej płaskorzeźby ufundowanej przez proboszcza parafii Przyszowa ks. Mariana Koterbę. W latach 1999–2019 przy budynku Szkoły Podstawowej nr 1 działało gimnazjum, które od 2010 roku nosiło imię Tytusa Czyżewskiego. Od 2002 do 2017 roku obie szkoły tworzyły Zespół Szkół w Przyszowej.

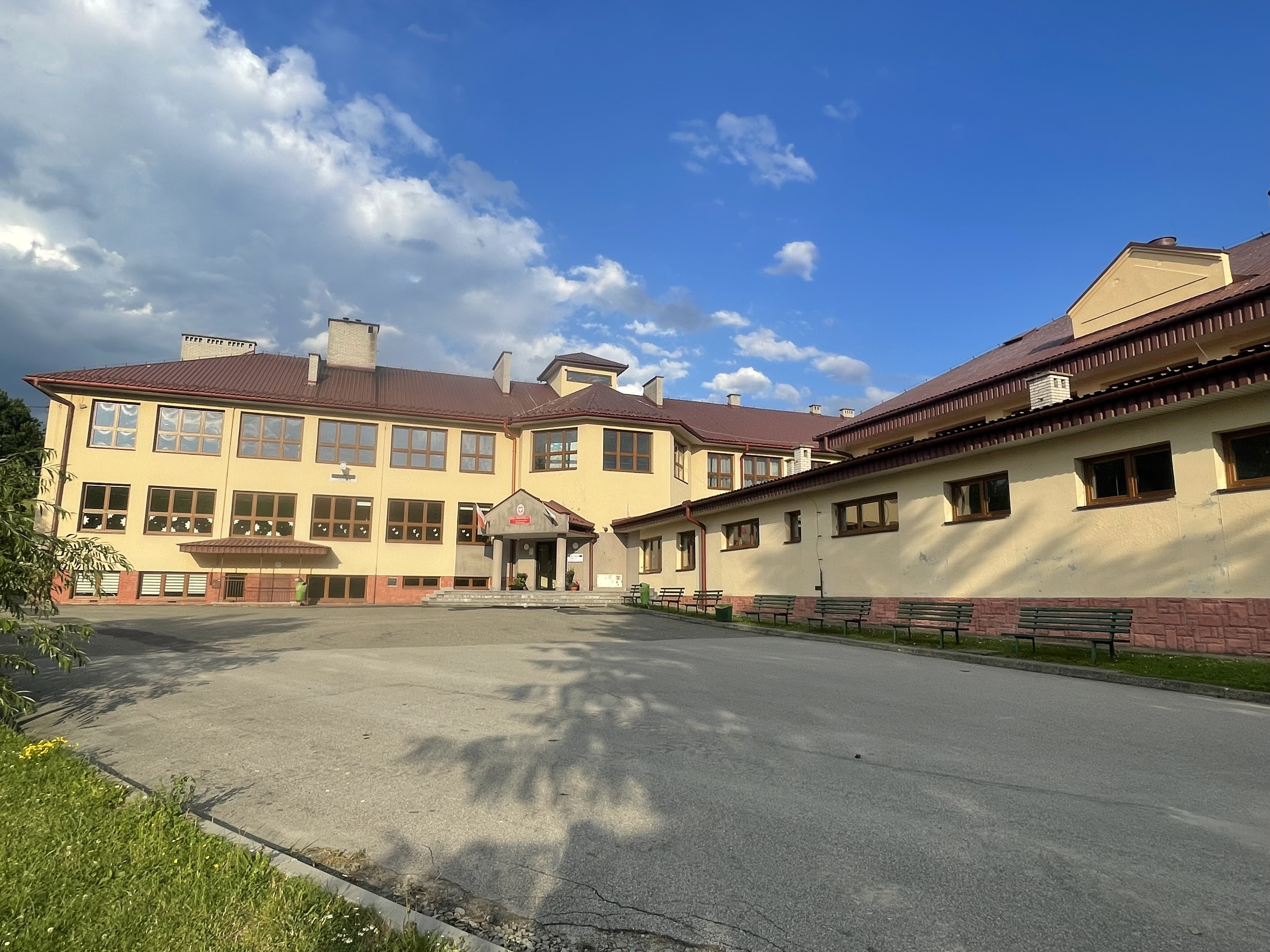
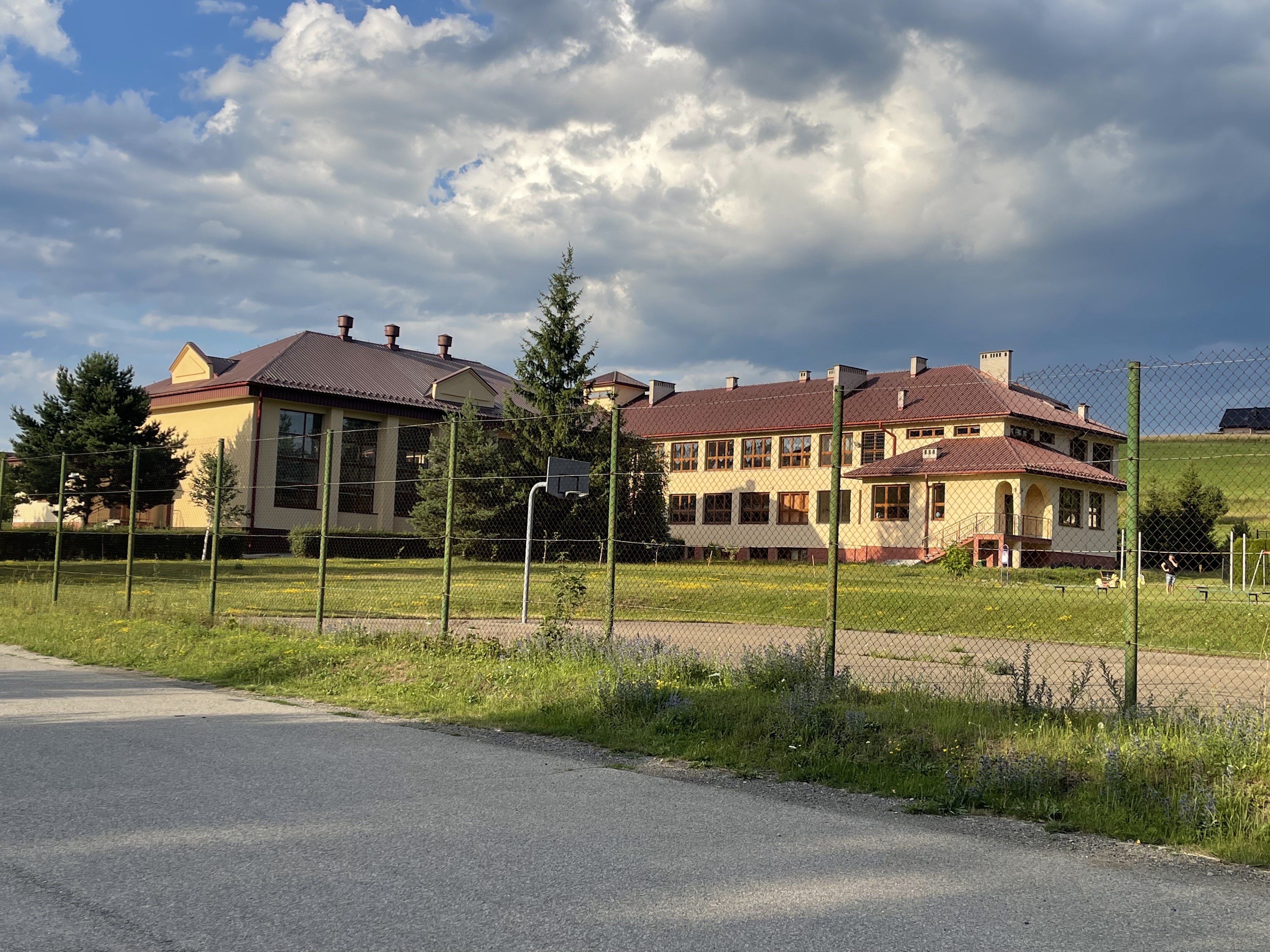

### Szkoła podstawowa nr 2 im.Henryka Sienkiewicza[38]
Szkoła została powołana rozporządzeniem Ministra Wyznań Religijnych i Oświecenia Publicznego z dnia 18 listopada 1935 roku. Nauka początkowo odbywała się w domach. Kancelaria mieściła się u rodziny Gurgulów. W roku szkolnym 1935/36 do szkoły uczęszczało 59 uczniów z różnych roczników, realizując naukę w klasach I-III. Wybuch wojny w 1939 roku zakłócił normalne zajęcia szkolne. Borykano się z różnymi trudnościami. Niemniej jednak przez cały okres okupacji nie przerwano pracy edukacyjnej w naszej szkole. Uczniowie kontynuowali naukę nieprzerwanie do lutego 1945 roku. W 1941 roku szkołę przemianowano z 1-klasowej na 2-klasową. Mijały lata a nauka odbywała się w prywatnych domach. Mieszkańcy "Berdychowa" zawiązali,  więc Komitet budowy szkoły. 22 lutego 1958 roku Gromadzka Rada Narodowa podjęła uchwałę o budowie szkoły. Na ten cel opodatkowano rolników w kwocie 30zł od 1 hektara.

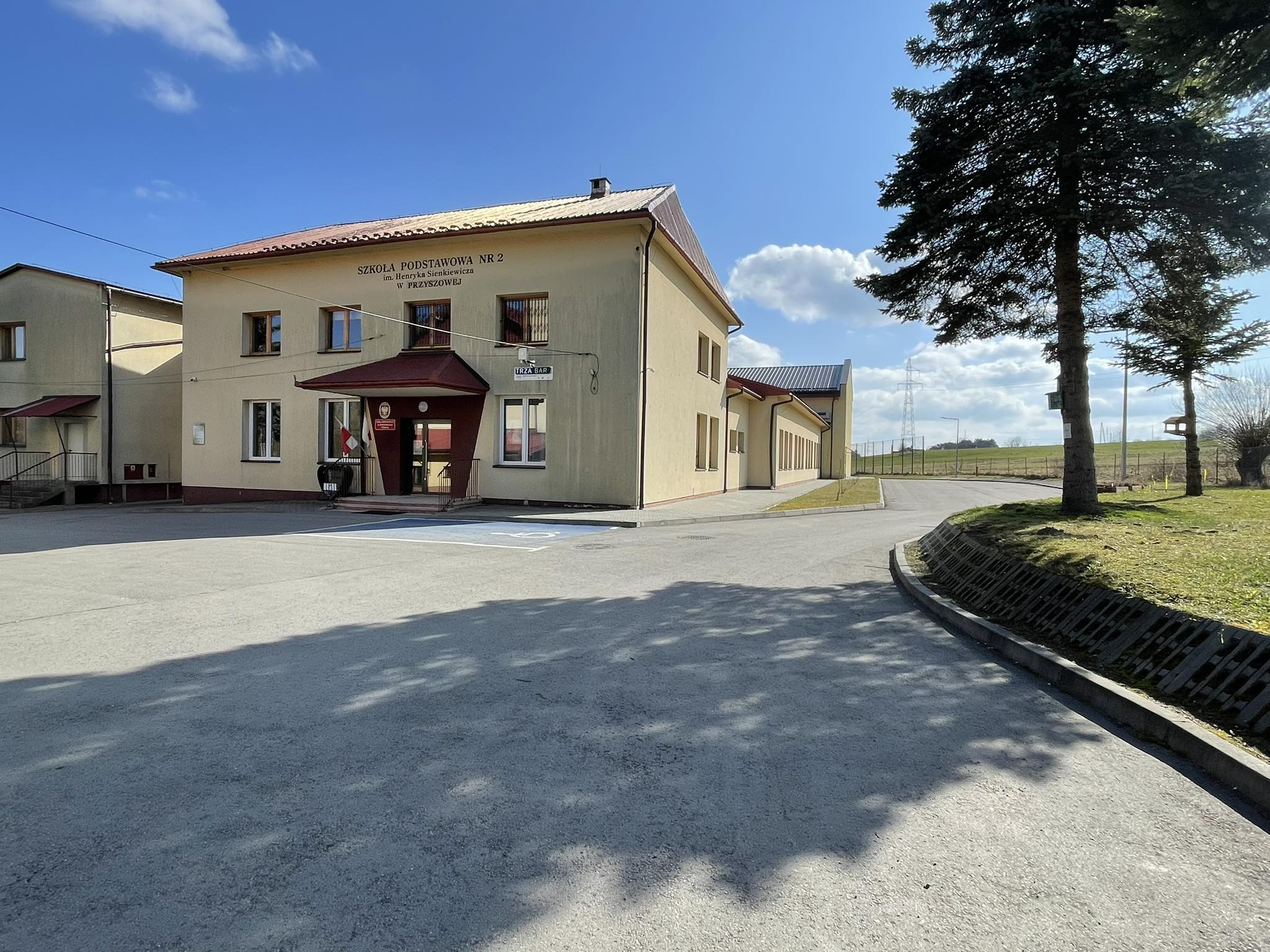
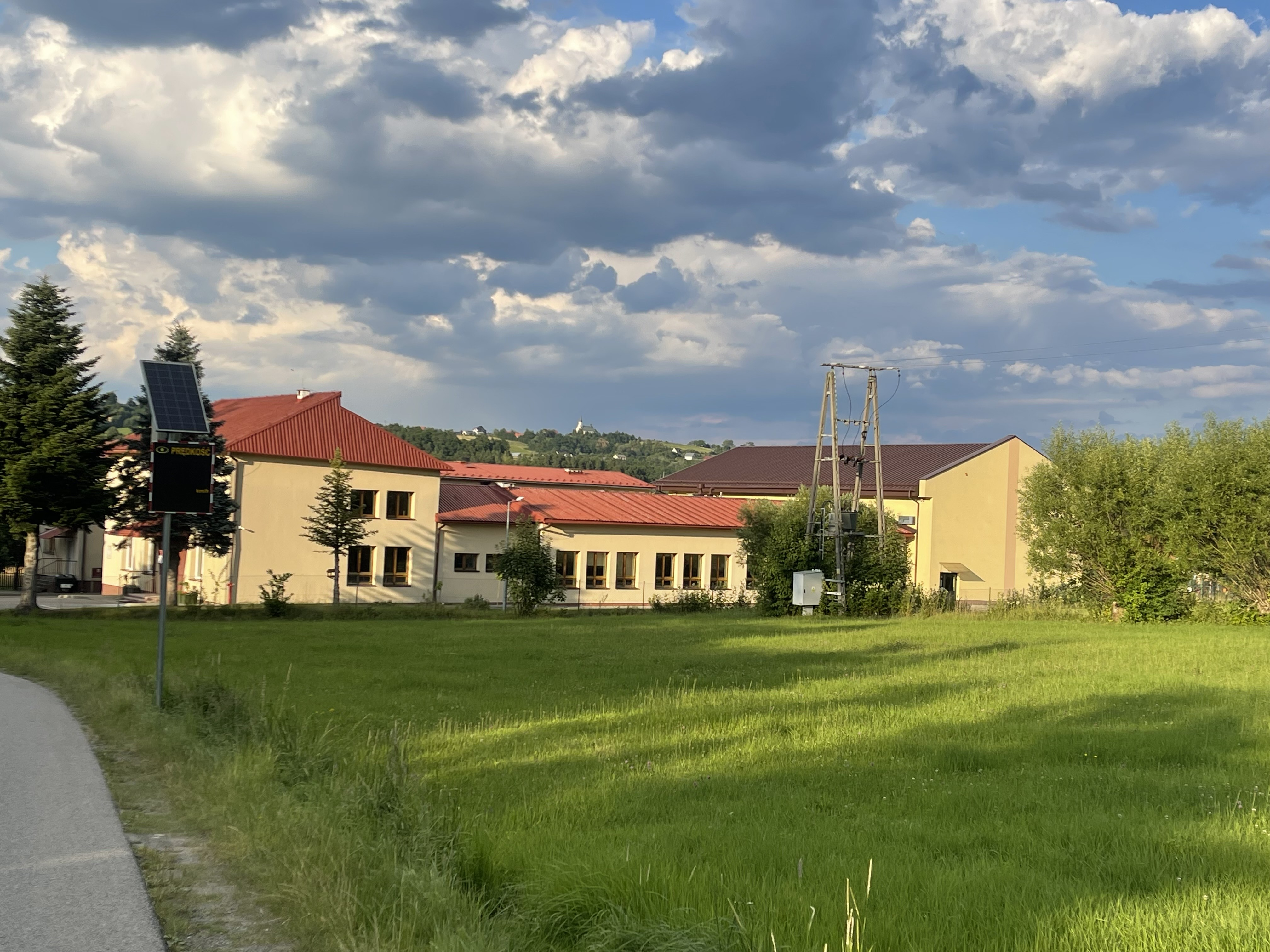

### Centrum miejscowości

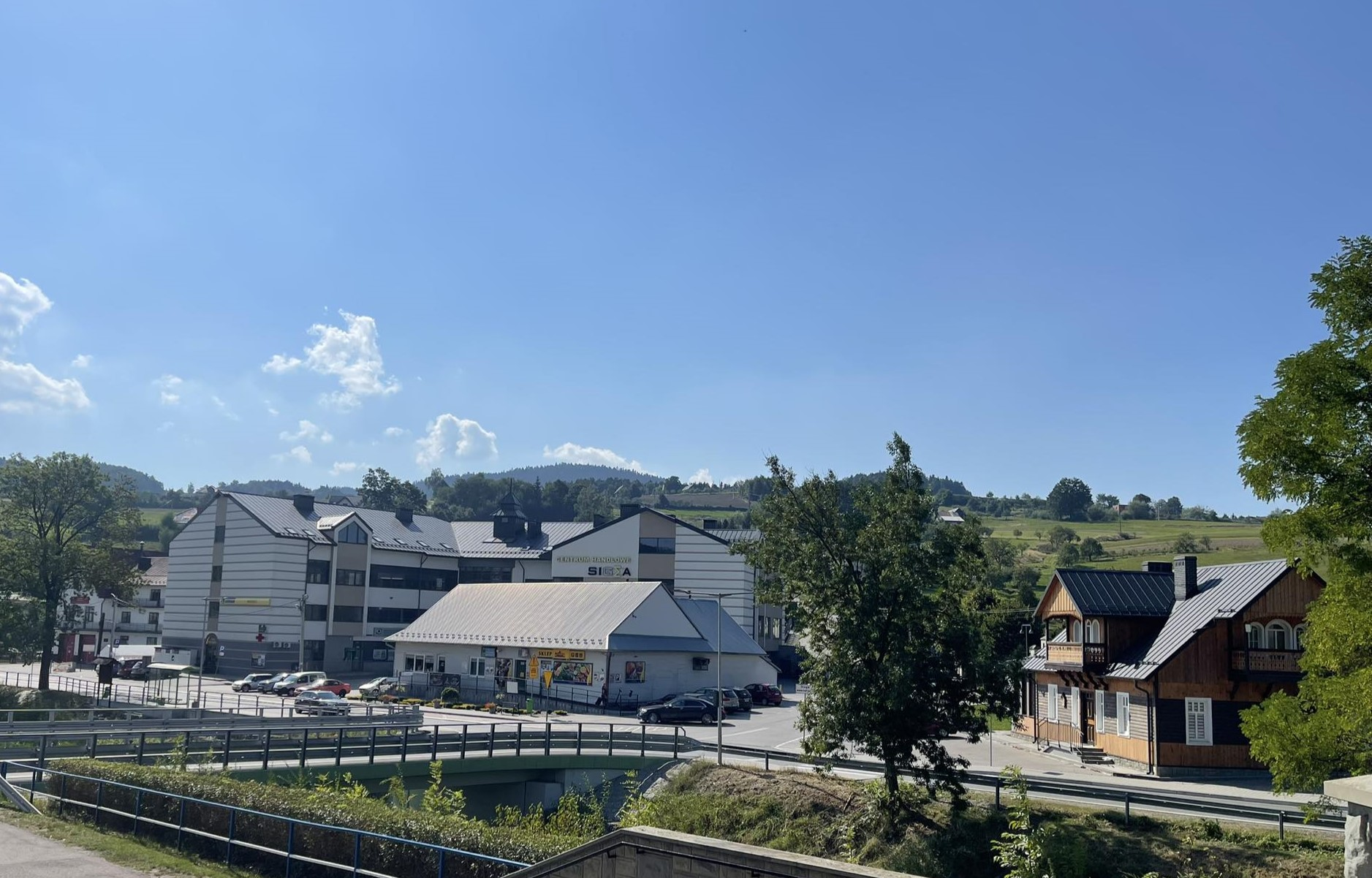
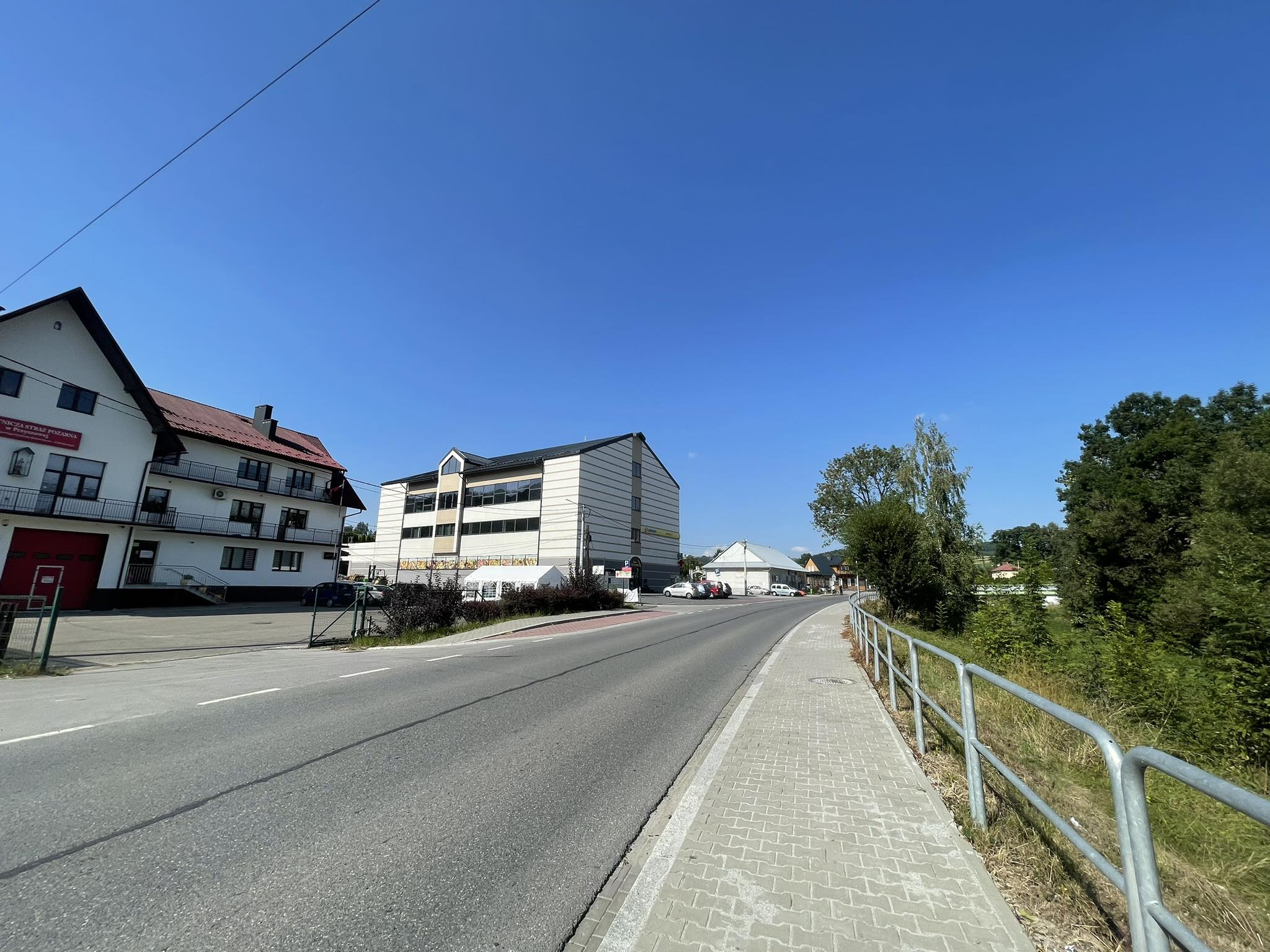
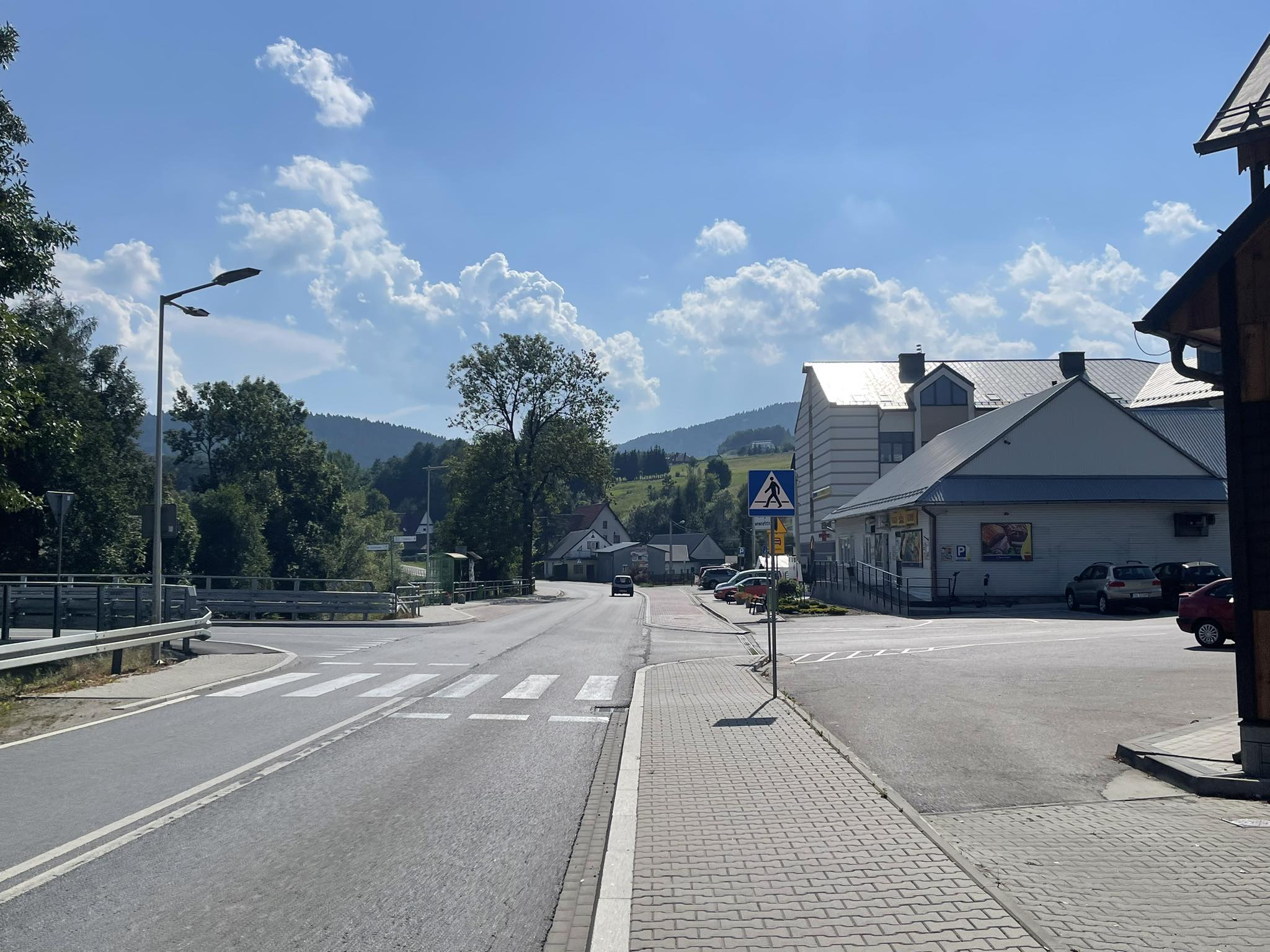
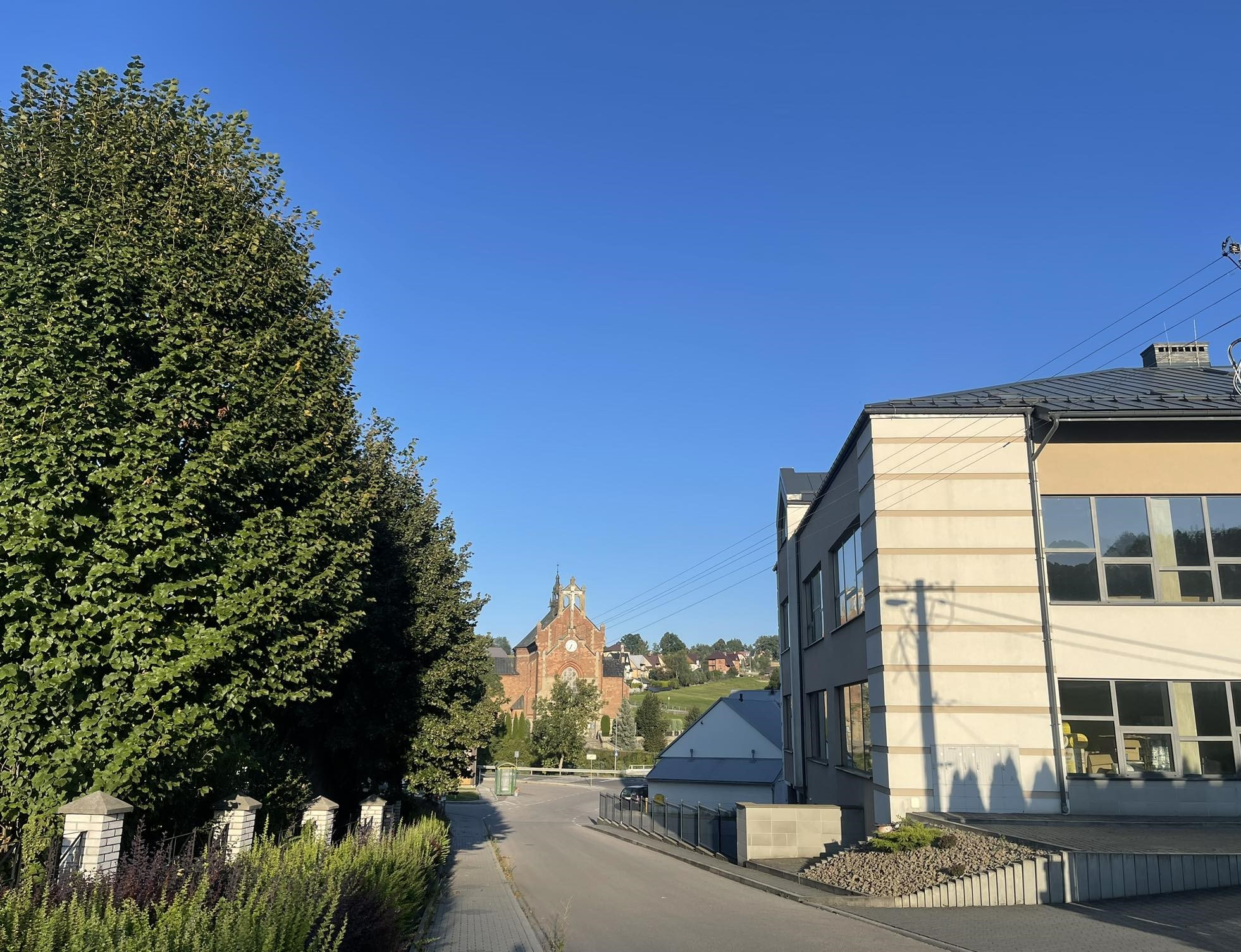

## Klimat
Przyszowa ma typowy klimat górski ze zmiennymi warunkami pogodowymi. Suche masy powietrza znad Europy kontynentalnej zderzają się tu z wilgotnym powietrzem znad Atlantyku. Charakterystyczną cechą tego obszaru jest częste występowanie tak zwanego morza mgieł nad dolinami spowodowane inwersją temperatury, czyli zamiast spadku temperatury wraz ze wzrostem wysokości sytuacja jest odwrotna. Wtedy to właśnie odosobnione szczyty gór wyrastają z mgły zalegającej w dolinach jak wyspy na morzu, skąd pochodzi nazwa regionu Beskid Wyspowy. Lipiec jest najcieplejszym miesiącem w roku, kiedy to średnia temperatura osiąga 27 °C, natomiast luty to najzimniejszy miesiąc w roku, kiedy średnia temperatura spada do –12 °C.
| Miesiąc                          | Sty | Lut | Mar | Kwi | Maj | Cze | Lip | Sie | Wrz | Paź | Lis | Gru | Roczna |
| -------------------------------- | --- | --- | --- | --- | --- | --- | --- | --- | --- | --- | --- | --- | ------ |
| Średnie temperatury w dzień [°C] | 2   | -3  | 11  | 16  | 22  | 23  | 27  | 25  | 21  | 14  | 9   | 0   | 13,9   |
| Średnie dobowe temperatury [°C]  | -1  | -7  | 5   | 10  | 15  | 18  | 21  | 19  | 15  | 9   | 6   | -3  | 8,9    |
| Średnie temperatury w nocy [°C]  | -4  | -12 | -1  | 4   | 9   | 13  | 15  | 13  | 10  | 5   | 3   | -6  | 4,1    |
| Opady [mm]                       | 69  | 43  | 40  | 51  | 69  | 137 | 119 | 59  | 51  | 67  | 44  | 32  | 65     |
| Źródło: AccuWeather AccuWeather  |     |     |     |     |     |     |     |     |     |     |     |     |        |

## Galeria Zdjęć

### Pozostałe zdjęcia

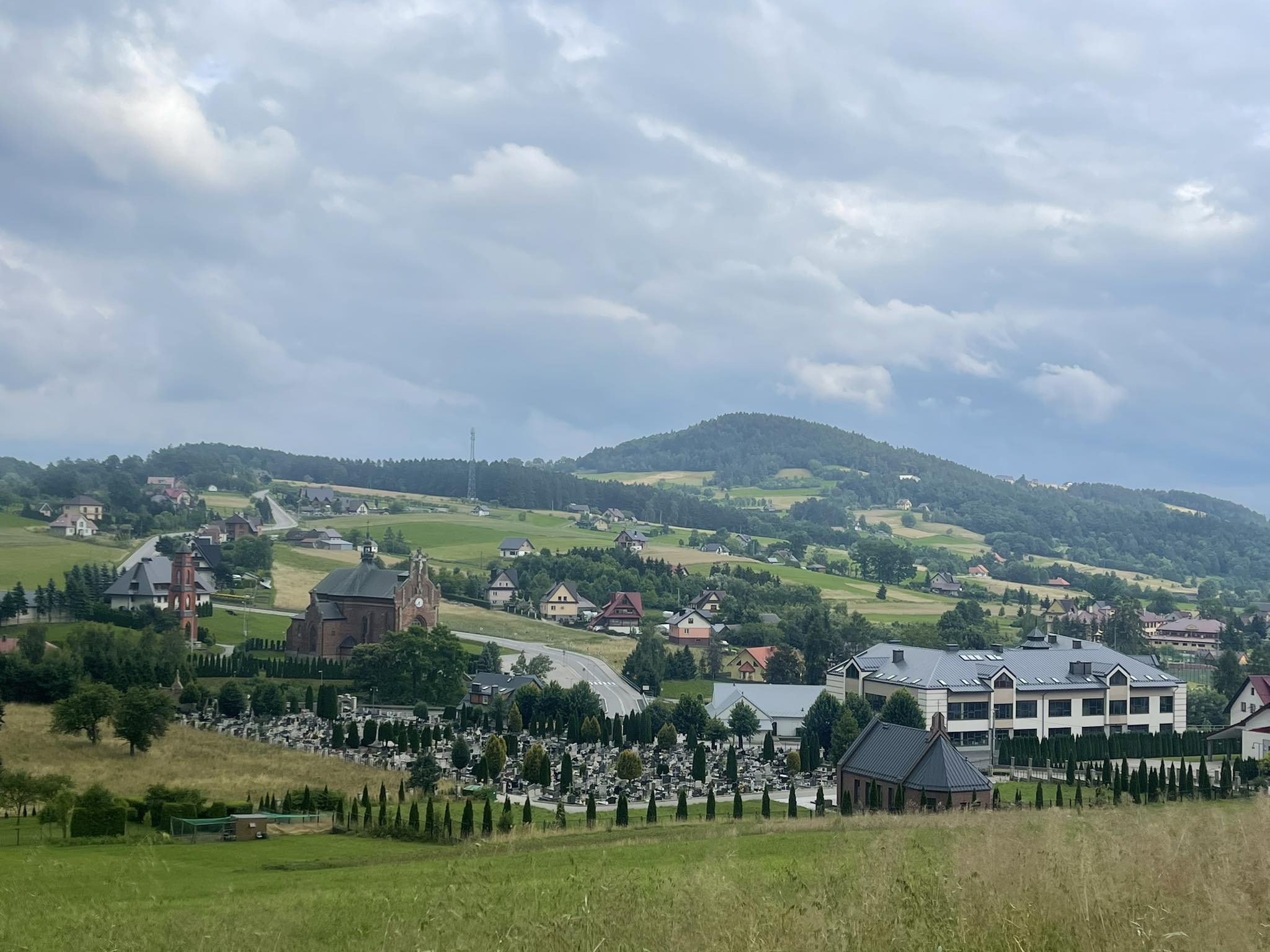
Widok ogólny
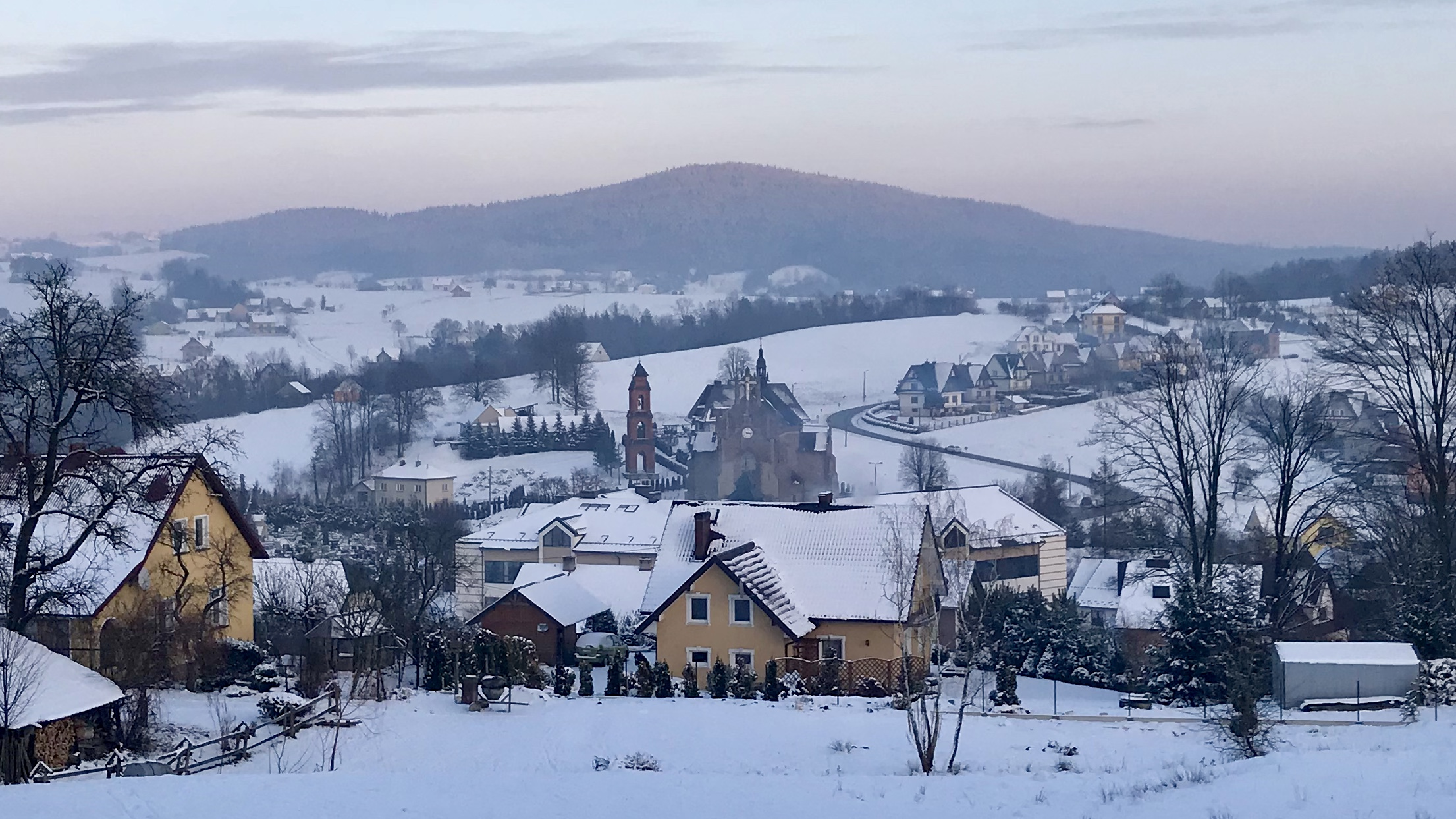
Widok zimowy na miejscowość
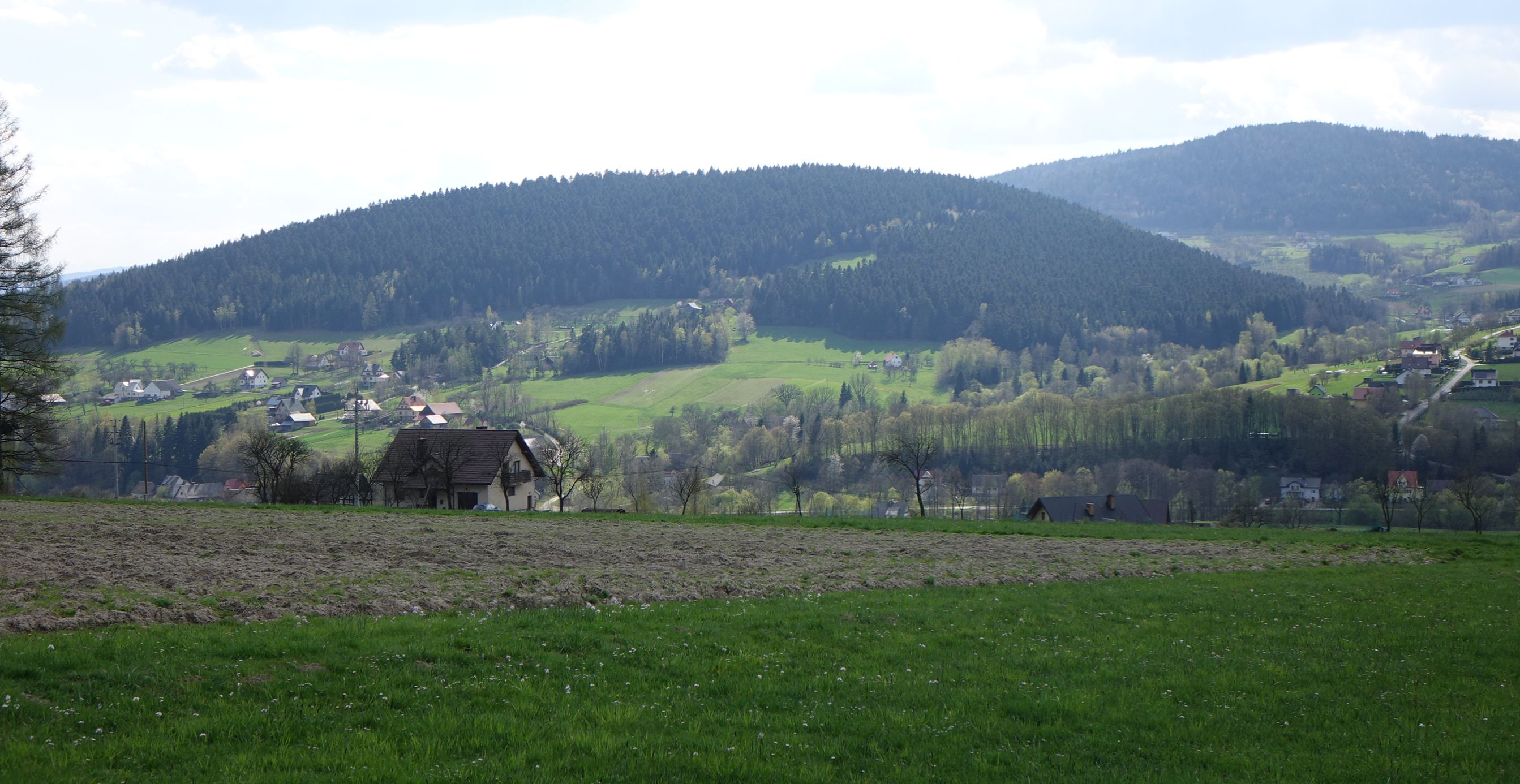
Widok na Bąkowiec
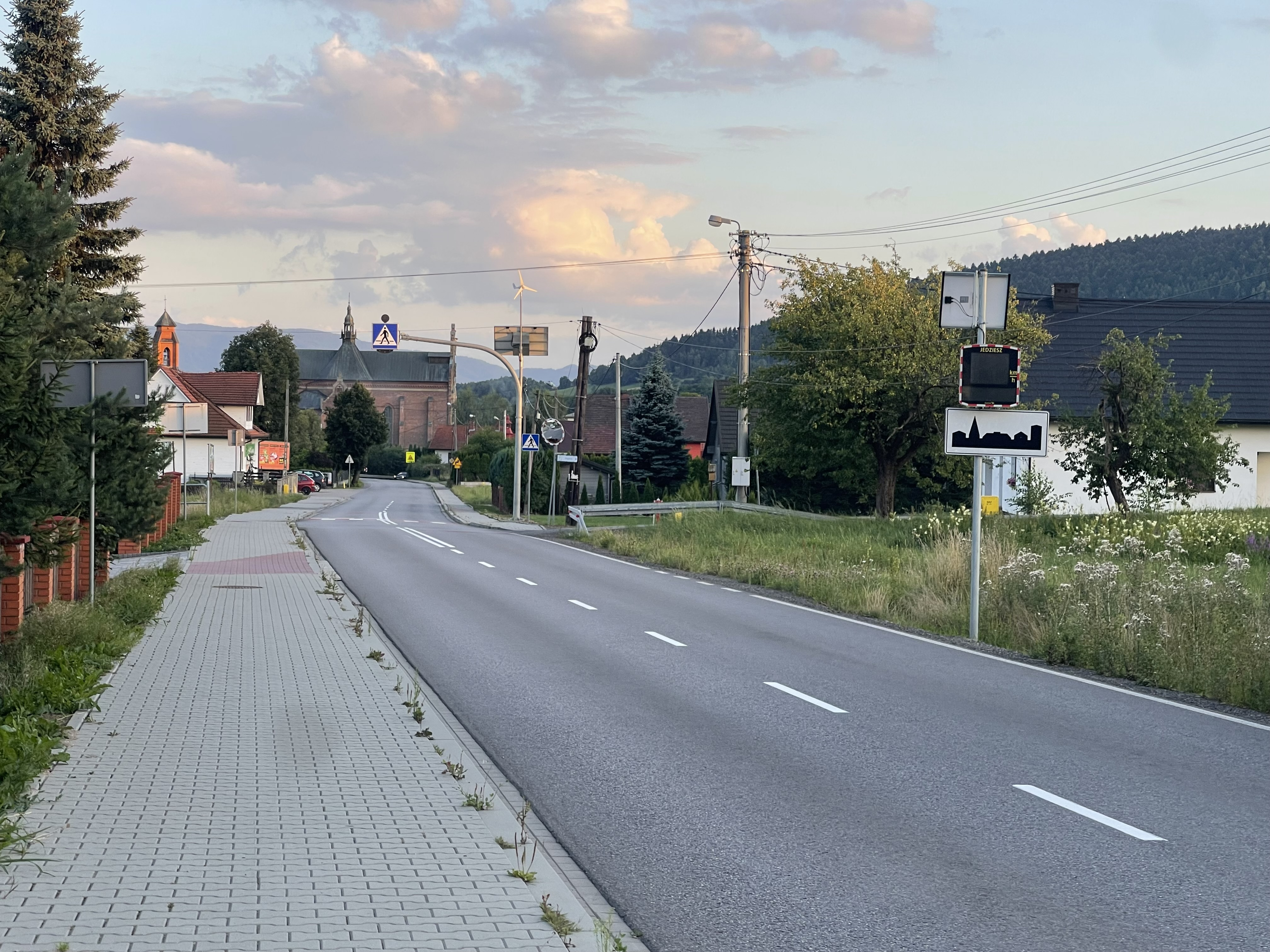
Droga powiatowa 1579K przebiegająca przez miejscowość

## Przypisy

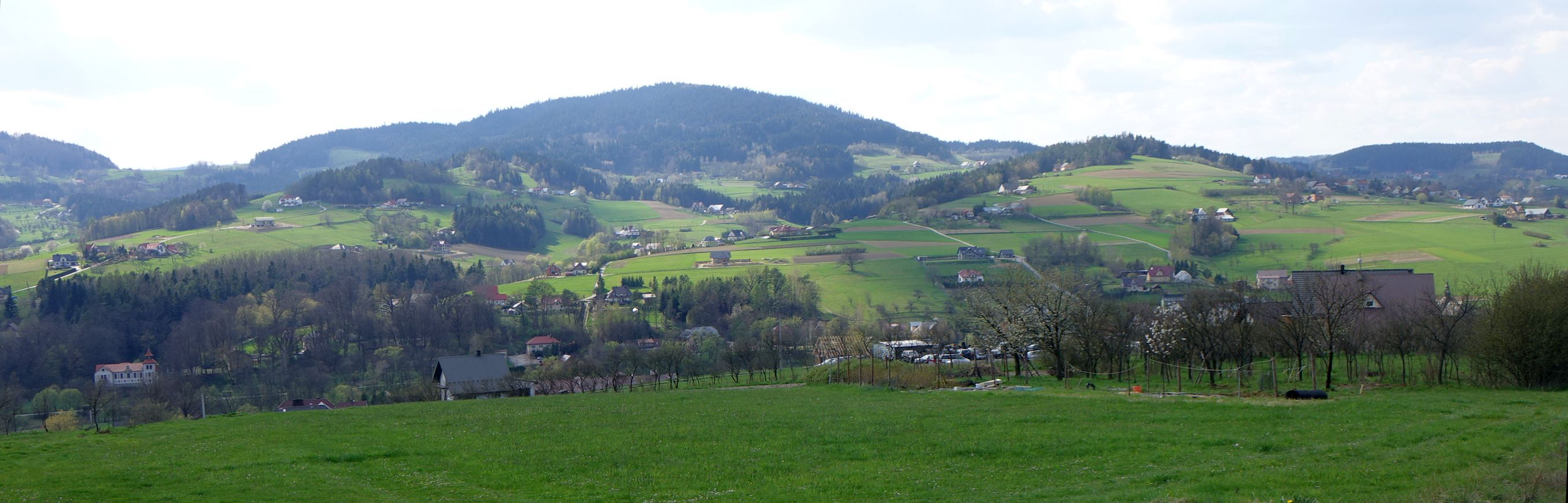
Fragment wsi. Widok na wzniesienia Pępówka, Łyżka oraz Kuklacz Przyszowski